# Malte
Ne doit pas être confondu avec Malt ou MALT.
Cet article concerne le pays. Pour l'île, voir Malte (île). Pour les autres significations, voir Malte (homonymie).
République de Malte
(mt) Repubblika ta' Malta 
(en) Republic of Malta 
Malte, en forme longue la république de Malte, est un État insulaire d'Europe du Sud situé en mer Méditerranée, entre la Sicile et la Tunisie en Afrique du Nord. Il est constitué d'un archipel situé à 80 kilomètres au sud de l'Italie, 284 kilomètres à l'est de la Tunisie et 333 kilomètres au nord de la Libye. Ses deux langues officielles sont le maltais et l'anglais. La capitale du pays, La Valette, est la plus petite capitale de l'Union européenne tant en termes de superficie que de population.
Avec ses 542 000 habitants sur 316 km² de superficie, Malte est le dixième plus petit pays au monde et le sixième plus densément peuplé. À ce titre, il est parfois considéré comme une seule zone urbaine, voire comme une cité-État.
Malte est habité depuis environ 5 900 av. J.-C. Sa localisation stratégique au milieu de la Méditerranée lui a valu les convoitises et l'occupation de nombreuses puissances au cours des âges qui ont façonné sa culture et sa société : Phéniciens, Carthaginois, Grecs et Romains dans l'Antiquité ; Arabes, Normands et Aragonais au Moyen Âge ; Hospitaliers, Français et Britanniques à l'époque moderne. Ainsi Malte est passée sous domination britannique au début du XIXe siècle et servit de quartier général à la Mediterranean Fleet. Assiégée par les forces de l'Axe, elle a été d'une importance cruciale pour les opérations alliées en Méditerranée et en Afrique du Nord pendant la Seconde Guerre mondiale. Malte acquiert son indépendance en 1964 et est une république depuis 1974. Elle est membre de l'Union européenne depuis 2004 ainsi que de la zone euro depuis 2008.
La longue histoire de Malte sous domination étrangère et sa position de carrefour entre Europe et Afrique du Nord ont profondément influencé ses arts, sa musique, sa cuisine et son architecture. Malte entretient des liens historiques et culturels étroits avec l'Italie, notamment avec la Sicile ; entre 62 et 66 % des Maltais parlent ou ont une connaissance approfondie de l'italien, langue officielle de 1560 à 1934. Malte fut l'un des premiers foyers du christianisme et sa religion d'État est le catholicisme, bien que la constitution du pays garantisse la liberté de conscience et de culte.
De nos jours, Malte est un pays développé doté d'une économie avancée et à revenu élevé. Fortement tributaire du tourisme, elle attire des voyageurs ainsi qu'une communauté d'expatriés en pleine expansion grâce à son climat chaud et ses nombreux monuments architecturaux et historiques, dont trois sites classés au patrimoine mondial de l'UNESCO : l'hypogée de Ħal Saflieni, La Valette et sept temples mégalithiques, qui comptent parmi les plus anciennes structures isolées du monde.

## Toponyme
Malte s'écrit Malta en maltais et Malta en anglais ; en forme longue Repubblika ta' Malta en maltais et Republic of Malta en anglais.

### Étymologie
L'hypothèse la plus probable est que les Grecs de l'antiquité nommèrent l'île Μελίτη (Melitē),,, du grec ancien μέλι (« miel ») ou μέλιττα (« abeille ») vraisemblablement parce qu'un miel réputé y était produit. Les Romains  latiniseront le nom en Melita,.Selon certaines anciennes hypothèses, l'île tirerait son nom du phénicien מלט −mlṭ (« refuge ou port ») voire de Μελίτη (Mélité), une néréide dans la mythologie grecque.

## Géographie

Carte générale de Malte.

Le territoire maltais est un archipel situé entre la mer Méditerranée orientale et occidentale à 88 km des rivages sud-ouest de l'extrême sud sicilien, à 297 km à l’est-nord-est du ras Kaboudia, en Tunisie, à 339 kilomètres au nord-nord-est des faubourgs de Tripoli, en Libye, et 574 km à l’ouest-sud-ouest de l'île de Céphalonie, en Grèce. Sa localisation stratégique au centre de la mer Méditerranée, à la frontière entre la Méditerranée occidentale et la Méditerranée orientale et entre l’Afrique du Nord (cap Bon) et le sud de l’Europe lui a valu les convoitises de nombreuses civilisations au cours des âges. Le percement du canal de Suez va mettre Malte sur la ligne des steamers (« bateaux à vapeur ») pour les colonies du Commonwealth. Après avoir été un centre de maintenance naval avec de vastes chantiers, c'est aujourd'hui le relais méditerranéen pour le trafic international des conteneurs.
L’archipel maltais de 316 km2 se compose de huit îles, dont quatre sont habitées : Malte (Malta en maltais et en anglais), Gozo (Għawdex en maltais et Gozo en anglais), Comino (Kemmuna en maltais et Comino en anglais) et l'île Manoel ; quatre autres sont inhabitées : Cominotto (Kemmunett en maltais et Cominotto en anglais), Filfla, Filfoletta et les deux îles de Saint-Paul (Gżzejjer ta’ San Pawl).

### Archipel maltais
L’île principale de l'archipel maltais est l'île de Malte. Elle mesure 27 km dans sa plus grande longueur et 14,5 km dans sa plus grande largeur. Son point culminant est le Ta' Dmejrek (253 m). La deuxième île de l'archipel, au nord-ouest, est l'île de Gozo. Elle mesure 14,5 km dans sa plus grande longueur et 7 km dans sa plus grande largeur. Son point culminant est le Ta' Dbiegi (190 m). Entre l'île de Malte et de Gozo se trouve la troisième île de l'archipel, l'île de Comino (2 600 × 2 100 m) et son îlot celui de Cominotto.

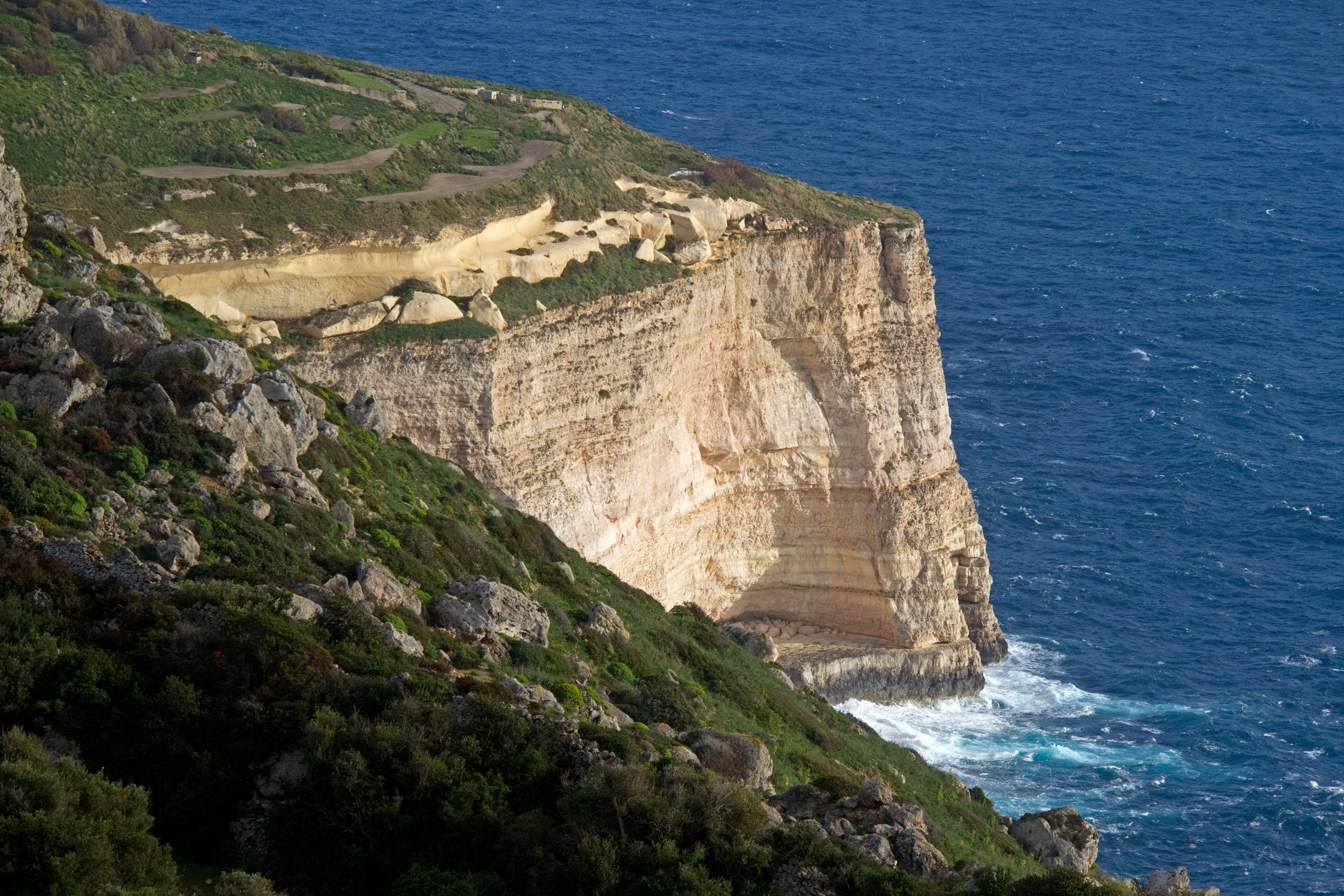
Falaises de Dingli, côte sud de l'île de Malte.

### Géologie
L’archipel maltais, situé sur la limite nord de la plaque africaine, est constitué de roches sédimentaires peu déformées, globalement inclinées vers le nord-est. Du point de vue tectonique, malgré la proximité de la zone de rencontre de la plaque africaine et de la plaque eurasienne, le fond marin de l'ensemble du Canal de Sicile est caractérisé par des marqueurs de distension : rift, graben, failles normales. Malte et Lampedusa sont les sommets émergés des bordures d'un rift, résultant d'une surrection et d'une extension qui ont eu lieu entre le Miocène et le Pliocène, avec une orientation de ce rift selon la direction sud-ouest/nord-est. Le risque sismique est modéré.

### Hydrographie
Si le relief maltais est le résultat d'une érosion hydraulique, aujourd'hui les cours d'eau sont réduits à l'état de wied (oued). L'eau douce est présente sous forme d'une nappe phréatique flottant sur une nappe d'eau de mer. En surface, l'eau douce est présente toute l'année dans quelques rares étendues d'eau, généralement canalisées dont la plus étendue est les Chadwick Lakes (en).
L'eau douce, pour la consommation humaine, était au XIXe siècle obtenue par des puits, des réservoirs récupérant les eaux de pluie surtout dans de vieilles bâtisses, des pompages éoliens et un réseau de galeries souterraines permettant un drainage des eaux de pluie. Le pompage intensif de la nappe phréatique a pour conséquence, petit à petit, au fil du temps, une saumurisation de l'eau douce, commençant à poser des problèmes à l'agriculture avec une salinisation des terres de culture. Depuis la deuxième moitié du XXe siècle, l'eau de consommation est obtenue par dessalement de l'eau de mer par un procédé d'osmose inverse (en anglais reverse osmosis donnant lieu au jeu de mots le plus connu à Malte : la plus grande rivière de Malte est la River of Moses - la rivière de Moïse).
En 2017, sur les 33 250 732 m3 d'eau potable distribués, 18 890 081 m3 ont été produits par dessalinisation dans trois usines de traitement, ce qui constitue 57 % de la production d'eau potable de Malte.

### Climat

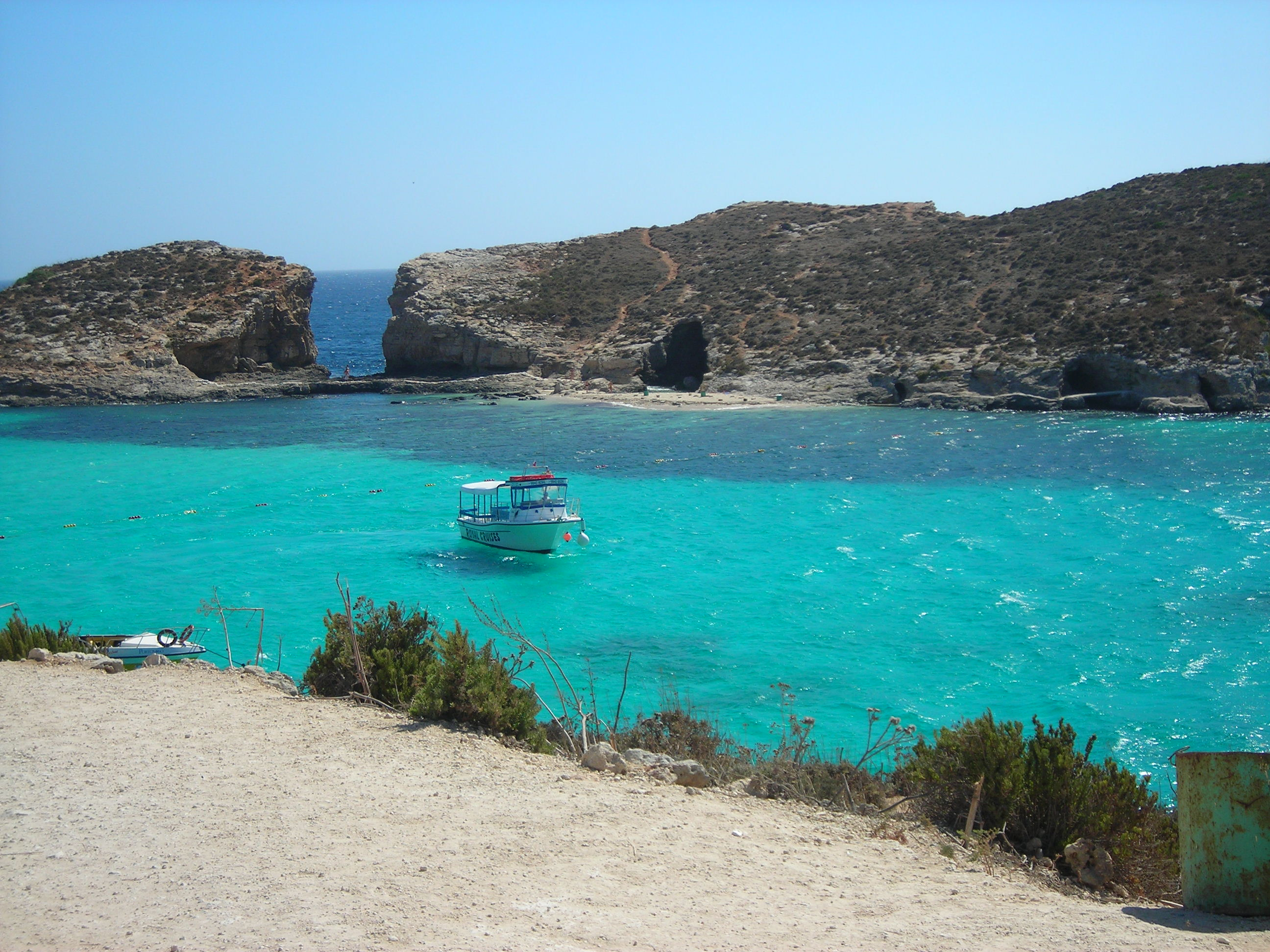
Lagune entre Comino et l'île Cominotto à Malte.

Le climat est de type méditerranéen, avec des hivers doux et pluvieux et des étés chauds et secs. On y compte en moyenne 60 jours de pluie par an.

### Réseau européen Natura 2000
Le réseau Natura 2000 rassemble des sites naturels ou semi-naturels de l'Union européenne ayant une grande valeur patrimoniale, par la faune, la flore ou les habitats naturels qu'ils contiennent.
En décembre 2018, Malte comptait 52 sites dont :
- 21 zones de protection spéciale (ZPS) pour les oiseaux sur une superficie de 3 237 km2 ;
- 37 zones spéciales de conservation (ZSC) (dont les sites d'importance communautaire) pour les habitats naturels et les espèces sur une superficie de 2 323 km2.

La superficie totale est de 4 183 km2, ce qui représente 13,3 % de la surface terrestre et marine du territoire de Malte.

## Histoire

### Préhistoire
Malte est habitée depuis environ 5 900 av. J.-C., à l'arrivée d'agriculteurs venus d'Europe néolithique. Des poteries découvertes par les archéologues dans les temples de Skorba ressemblent à celles trouvées en Italie et suggèrent plutôt que l'archipel maltais n'est peuplé que vers 5 200 av. J.-C. par des groupes de chasseurs ou d'agriculteurs de l'âge de pierre venant de Sicile, peut-être des Sicanes. L'extinction des hippopotames nains, des cygnes géants et des éléphants nains est liée à l'arrivée des premiers hommes à Malte. Għar Dalam figure parmi les quelques sites agricoles datant du néolithique ancien. Cette population maltaise cultive des céréales, élève du bétail et, à l'instar des autres cultures méditerranéennes anciennes, vénère une déesse de la fertilité.

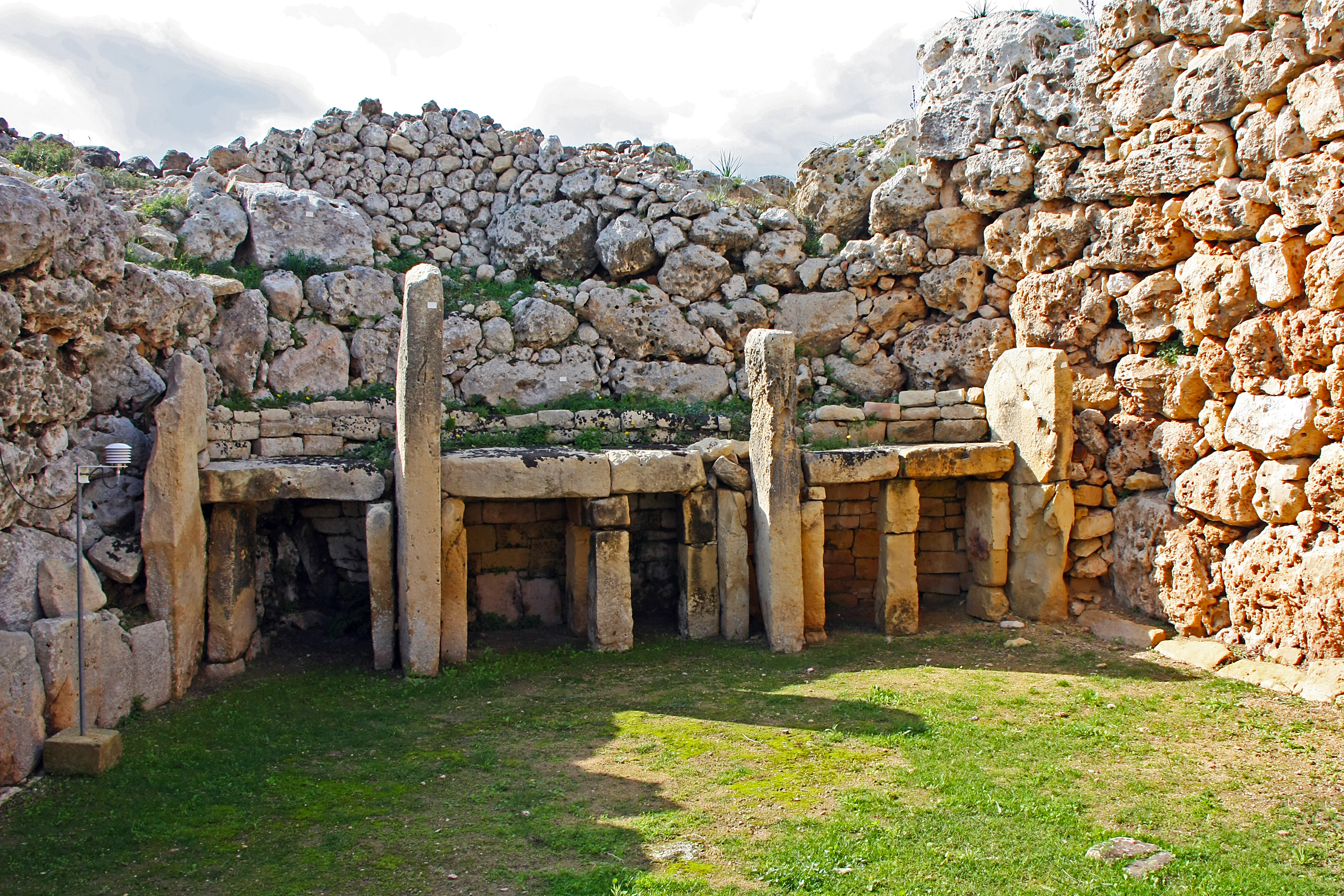
Temples mégalithiques de Ġgantija.

Une civilisation préhistorique importante à l'origine des temples mégalithiques, plus anciens monuments encore visibles, émerge à cette période. Vers 3 500 av. J.-C., ces peuples ont construit les plus anciennes structures isolées au monde, les temples mégalithiques de Ġgantija à Gozo, de Ħaġar Qim et de Mnajdra. Ces temples présentent une architecture monumentale, qui emprunte généralement un motif complexe en trilobe, et ont été en usage de 4 000 à 2 500 av. J.-C. Des informations discutées suggèrent que des animaux étaient sacrifiés en guise d'offrande à la déesse de la fertilité, dont une statue est conservée au musée archéologique de La Valette. La présence sur les îles maltaises de rainures uniformes et équidistantes comparées à des « traces ou ornières de charrettes », dont la plus importante est celle de Misraħ Għar il-Kbir (ou Clapham Junction), est souvent attribuée à ces anciens bâtisseurs ; elles pourraient avoir été tracées par des charrettes à roues de bois érodant le calcaire tendre. Cette culture aurait disparu des îles vers 2 500 av. J.-C., probablement à cause de la famine ou des épidémies.
Après 2 500 av. J.-C., l'archipel maltais reste dépeuplé pendant plusieurs décennies, jusqu'à l'arrivée de nouvelles populations à l'âge du bronze, appartenant à une culture qui incinère ses défunts et introduit des structures mégalithiques plus petites, appelées dolmens. On suppose qu'elles sont différentes des populations ayant construit les temples antérieurs, et qu'elles proviennent de Sicile en raison de la similitude des dolmens maltais avec des constructions analogues trouvées sur place.

### Phéniciens, Carthaginois et Romains
Les marchands phéniciens installent des colonies dans les îles de l'archipel qu'ils nomment Ann (𐤀𐤍𐤍‎) à partir de 1 000 av. J.-C. L'archipel maltais, par sa position au centre de la mer Méditerranée, devient un relais portuaire. Le pouvoir de Malte siège à cette époque à Mdina, qui partage le nom de l'île ; son port majeur se trouve quant à lui à Cospicua, sur le Grand Harbour, qui reçoit alors le nom de Maleth. Avec le déclin de la Phénicie, l'archipel passe sous le contrôle de Carthage en 332 av. J.-C. Lors de cette période, les habitants de Malte vivent essentiellement de la culture de l'olivier et du caroubier ainsi que de l'artisanat textile.

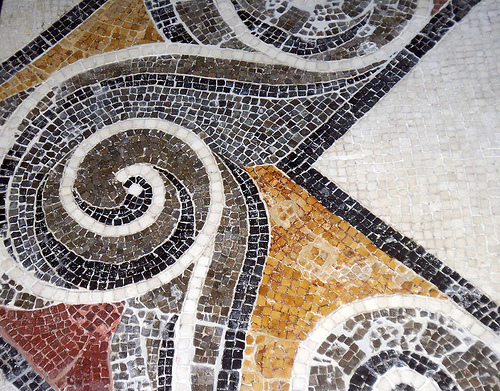
Mosaïque romaine de la Domus Romana.

À la faveur de la première guerre punique, les îles sont conquises après d'âpres combats par Marcus Atilius Regulus. Elles repassent temporairement sous le contrôle des Carthaginois avant d'être reconquises en 218 av. J.-C. lors de la deuxième guerre punique par le consul Tiberius Sempronius Longus. Malte devient une civitas foederata, dispensée du paiement d'un tribut et de l'application du droit romain, et relève administrativement de la province de Sicile. Sa capitale, à Mdina, est rebaptisée Melita, nom gréco-romain de l'île. La culture punique reste cependant vivace sur l'archipel, attestée par les fameux cippes de Melqart du IIe siècle av. J.-C., qui se sont révélés essentiels au déchiffrement de la langue punique. La production locale de monnaie romaine, qui ne s'est pas implantée avant le Ier siècle av. J.-C., indique la lenteur de la romanisation des îles : les dernières pièces frappées à Malte dans l'Antiquité portent toujours des inscriptions ou des motifs grecs et puniques, qui survivent longtemps.
En 58 apr. J.-C., l'apôtre Paul et l'évangéliste Luc font naufrage sur les côtes de l'archipel ; le premier reste trois mois et y prêche la foi chrétienne. L'île est mentionnée dans les Actes des Apôtres sous le nom de Mélitène (en grec ancien, langue du texte d'origine : Μελιτήνη). Au IIe siècle, l'empereur Hadrien (règne de 117 à 138) élève Malte au rang de municipe ou ville libre : les affaires locales sont gérées par quatre duumviri et un sénat municipal, tandis qu'un procurateur siégeant à Mdina fait autorité au nom du proconsul de Sicile.

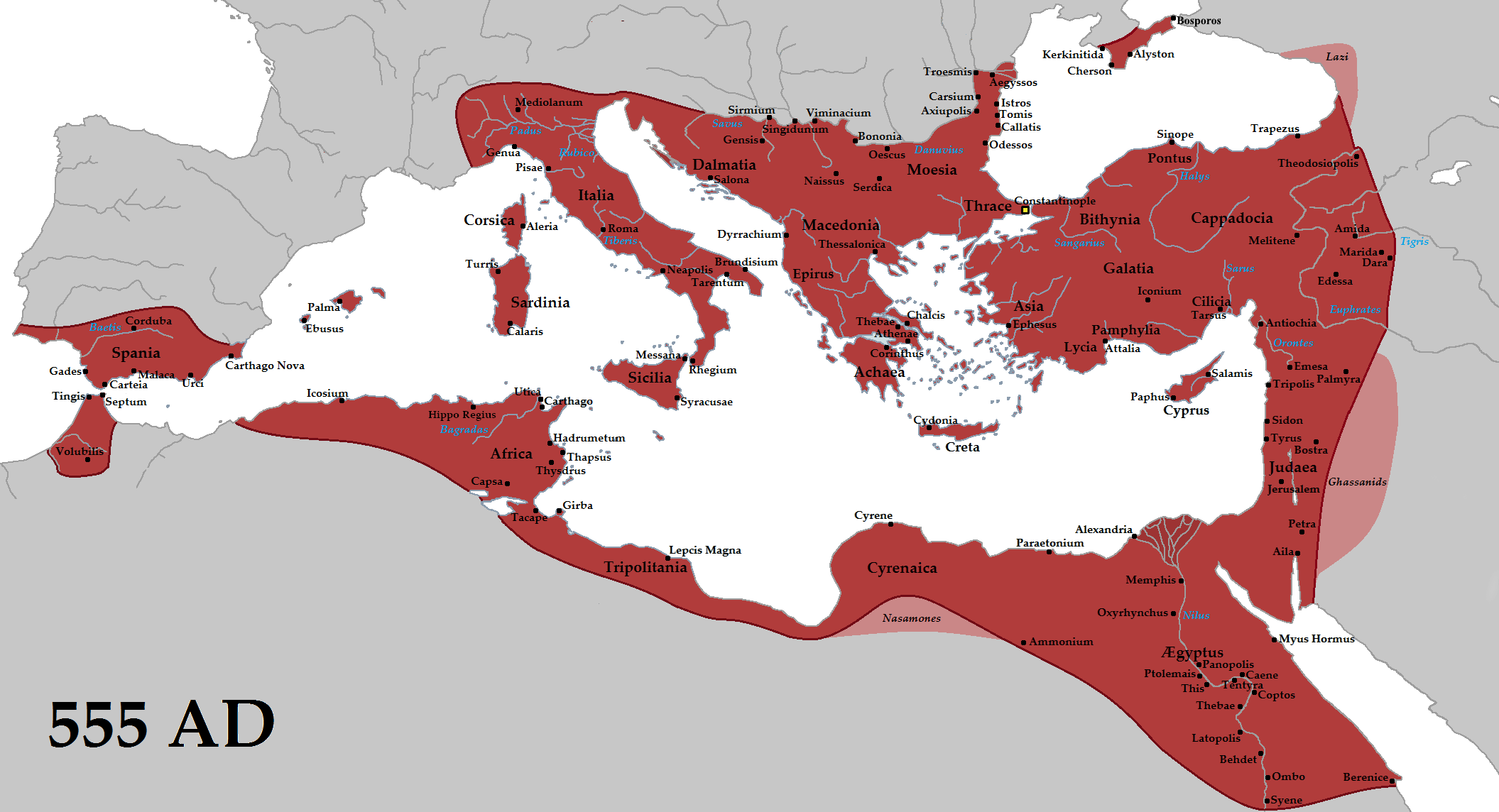
L'Empire byzantin à son apogée territorial sous Justinien le Grand (555).

Lors de la division de l'Empire romain consécutive à la mort de Théodose Ier en 395, Malte comme le reste de la Sicile passent aux mains de l'Empire romain d'Occident. Les invasions barbares affectent Malte, tour à tour occupée et reconquise alors que l'Empire est en déclin. En 454, l'archipel subit l'occupation des Vandales et vers 465 celle des Ostrogoths. En 533, Bélisaire, s'apprêtant à envahir le royaume vandale en Afrique du Nord, rattache les îles à la souveraineté impériale orientale. On sait peu de choses au sujet de la présence byzantine à Malte : l'archipel dépend du thème de Sicile et accueille une faible garnison ainsi que des gouverneurs grecs. Bien que la vaste majorité de la population locale soit désormais latinisée, son allégeance religieuse oscille sans cesse entre le pape et le patriarche de Constantinople. Quelques familles grecques s'établissent dans l'archipel qui va demeurer byzantin jusqu'à la conquête de Malte par les Arabes en 870.

### Moyen Âge
En 870 les Aghlabides s'emparent de l'archipel lors de la conquête de la Sicile. Il est envisagé, dans certaines études historiques récentes, que l'archipel a été complètement vidé de sa population envoyée en esclavage. Les îles auraient ensuite été repeuplées avec des colons arabes et berbères musulmans et des esclaves chrétiens pour mieux défendre l'archipel, ce qui est contradictoire. Avant 870, la langue parlée dans l'archipel était une variante dialectale du latin, sans doute influencée par les langues parlées alors dans l'Afrique du Nord.
En 1090, les Normands, maîtres de la Sicile, menés par le comte Roger de Hauteville, s’emparent de Malte. En 1127, l’archipel passe sous domination sicilienne. Finalement, entre 1240 et 1250, Frédéric II du Saint-Empire expulse les musulmans, même si beaucoup se convertissent pour rester dans les îles. Pendant cette période, les Maltais se rechristianisent mais conservent leur langue l'arabe maltais proche de l’arabe ifriqiyen, tout en empruntant massivement une partie de leur vocabulaire au sicilien et à l’italien. L'archipel accueille des familles juives chassées d'Espagne en 1492.
Lorsque Charles Quint se rend une première fois en Italie en 1529 pour se faire couronner empereur par le pape Clément VII, ce dernier intercéda en faveur de l’ordre de Saint-Jean de Jérusalem, un ordre hospitalier et militaire consacré en son temps à la défense du Royaume de Jérusalem, pour que celui-ci retrouve une souveraineté après avoir été chassé de l'île de Rhodes par les Ottomans. C’est à Bologne, le 24 mars 1530, que Charles Quint signe le diplôme concédant à l’Ordre « en fief perpétuel, noble et franc, les villes, châteaux et îles de Tripoli, Malte et Gozo avec tous leurs territoires et juridictions », ensemble hérité des possessions de Naples et de Sicile,.

### Chevaliers de Saint-Jean (1530 à 1798)

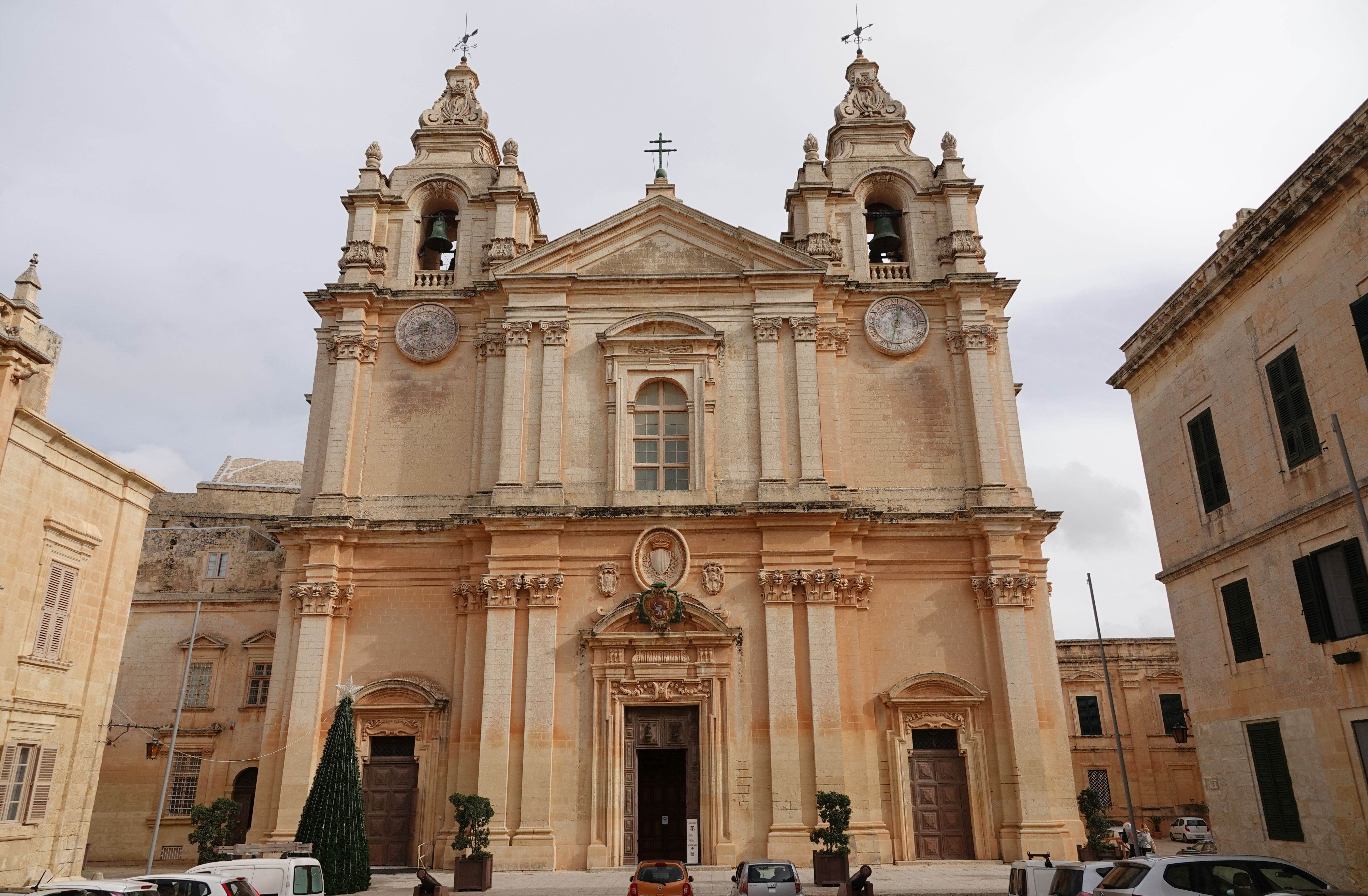
Saint Paul, cathédrale baroque à L-Imdina.

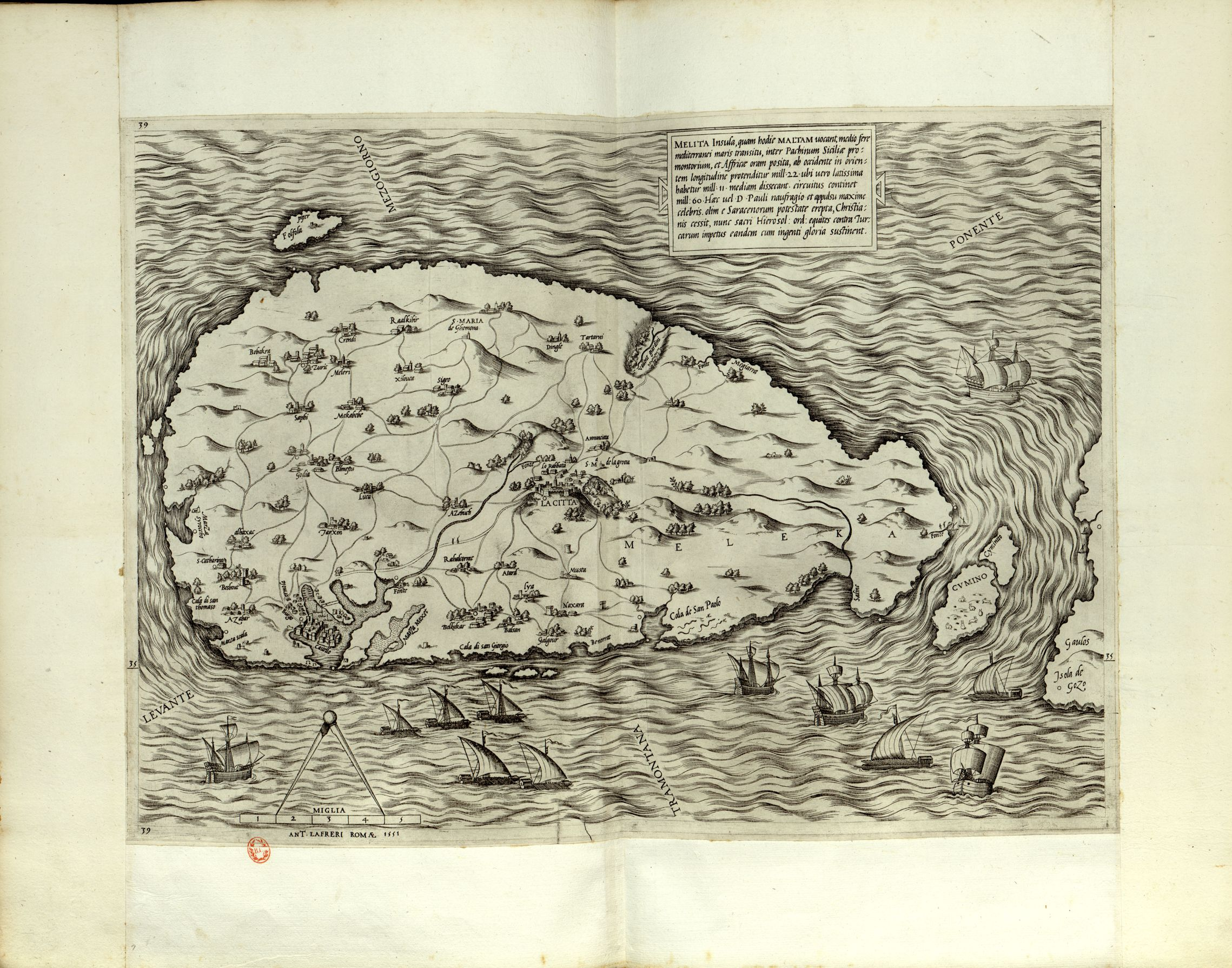
Carte ancienne de l'île de Malte, 1551.

Délaissant L-Imdina, ancienne capitale de l’île de Malte, l’Ordre installe son couvent dans le port de Il-Birgu où le grand maître Philippe de Villiers de L'Isle-Adam fit édifier plusieurs fortifications en vue de mettre l’île en état de défense contre une éventuelle attaque des Ottomans.
En 1675 puis de nouveau en 1676, une épidémie de peste frappe les îles, faisant 11 300 victimes sur une population estimée à 60 000 habitants.

#### Grand Siège (1565)
Le Grand siège intervient le 19 mai 1565 quand Mustapha Pacha et Uluç Ali Paşa font débarquer à Marsaxlokk un premier contingent de 40 000 soldats. Le grand maître Jean de Valette ne peut opposer qu’environ 9 000 hommes dont 592 chevaliers. Le grand siège de Malte se termine le 13 septembre, après l’arrivée des renforts siciliens du vice-roi Don Garcia de Tolède, par la défaite des Ottomans qui perdent plus de 12 000 hommes, dont le corsaire Dragut. Les pertes maltaises s’élèvent à environ 9 000 personnes dont des femmes, des enfants et des vieillards qui n'avaient pu être évacués en Sicile, et 313 chevaliers,. La victoire est célébrée avec éclat et reste une des plus grandes victoires de la chrétienté sur l'Empire ottoman.

### Occupation française (1798 à 1800)
La domination de l'Ordre prend fin le 12 juin 1798, après le débarquement des troupes françaises et la prise de l’archipel par Napoléon Bonaparte lors de sa campagne d'Égypte, dont Malte constitue alors une base. 

### Malte dans l'Empire britannique (1800 à 1964)
En 1798, les Maltais appellent les Britanniques à l’aide sous prétexte du pillage des biens de l’Église par les troupes napoléoniennes. L'impopularité de plusieurs lois promulguées par Bonaparte et l'attitude peu respectueuse des Français renforcent l'état d'esprit anti-Français[réf. nécessaire]. La Royal Navy impose un embargo sur l'île pendant deux ans, jusqu'au 5 septembre 1800, où les Français, épuisés, se rendent aux Britanniques. Malte, bien que toujours fief du royaume sicilien, devient un protectorat anglais, malgré les remontrances des Bourbons, qui revendiquaient la souveraineté sur l'île.
En 1802, le traité d'Amiens décide le rétablissement de la souveraineté de l'ordre de Saint-Jean de Jérusalem sur l'archipel mais rencontre l'opposition du Congrès national. Les Britanniques refusent alors de rendre l’archipel aux Hospitaliers et l’annexent officiellement à l’Empire britannique en 1816 après la signature du traité de Paris de 1814. Toutefois les Britanniques ne sont pas mieux acceptés que les Français : ils imposent unilatéralement leur langue, en interdisant la langue italienne. Ils s'emparent du pouvoir politique et économique. Cette situation d’exploitation coloniale provoque en retour la montée de revendications nationalistes et les Britanniques doivent concéder une nouvelle constitution augmentant le nombre d’élus maltais au Conseil législatif de Malte puis reconnaître la langue maltaise (1934), mais pas l'italien comme les nationalistes le demandaient.

#### Seconde Guerre mondiale

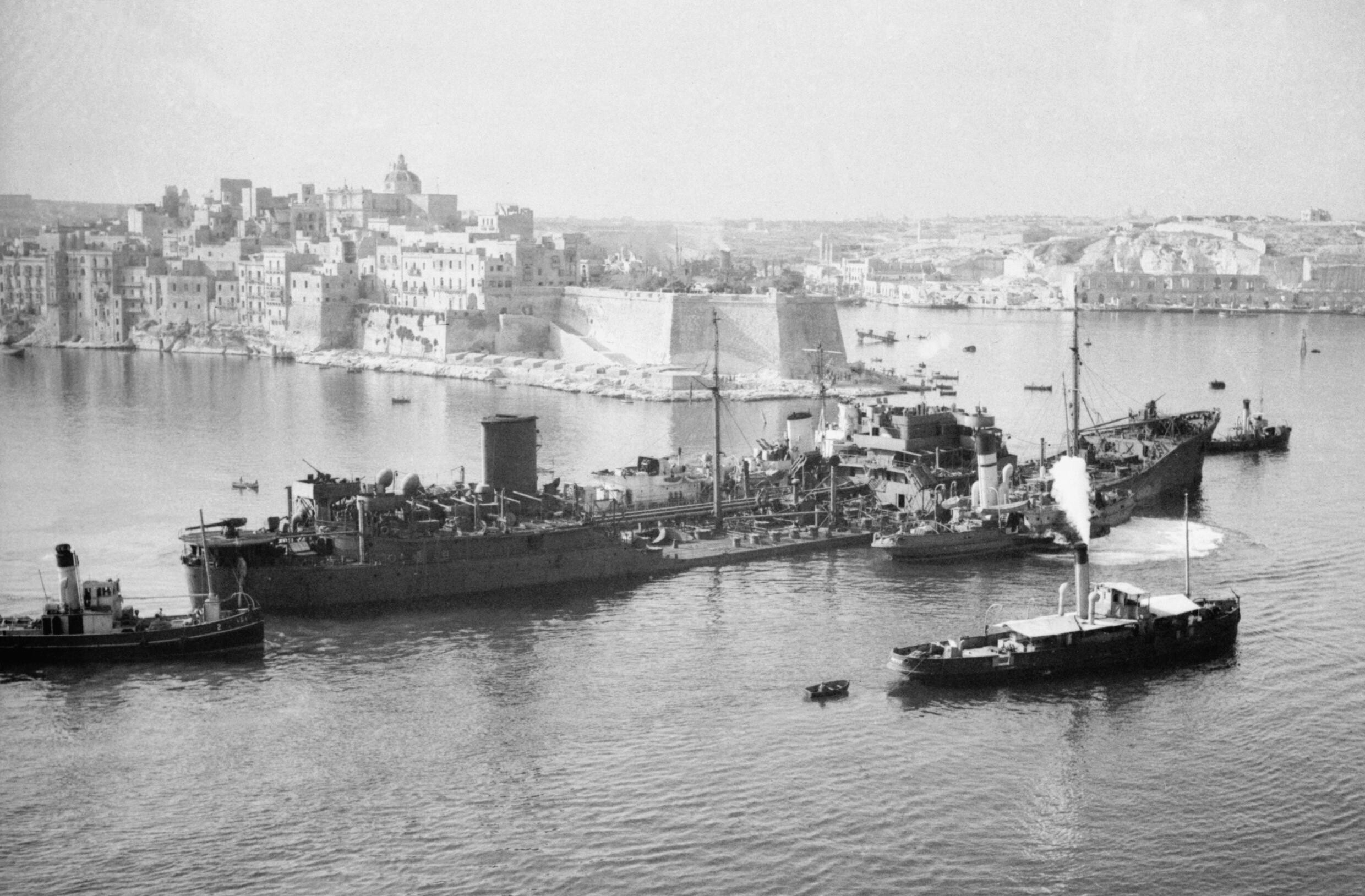
Le SS Ohio entrant à Grand Harbour (Malte), arrimé entre deux destroyers et un remorqueur le 15 août 1942.

Durant la Seconde Guerre mondiale, Malte joue un rôle important en raison de sa position stratégique qui gêne considérablement le ravitaillement des armées de l’Axe en Afrique du Nord dans leur tentative de s’emparer du canal de Suez. Cela vaut à sa population la Croix de George pour sa résistance héroïque face au blocus et aux bombardements incessants (16 000 tonnes de bombes faisant 2 000 victimes), cette croix qui figure aujourd’hui sur le drapeau national. Pendant la guerre, un certain nombre de jeunes Maltais, généralement des étudiants en Italie avant la déclaration de la guerre, qui se considéraient proches de l'Italie, se battent dans l'armée italienne pour rattacher leurs îles au Royaume ; l'un d'entre eux, Carmelo Borg Pisani, pro-italien, nationaliste maltais et fasciste, après avoir participé à la campagne de Grèce avec l'armée italienne, est envoyé à Malte pour espionner l'archipel. Capturé, condamné par le Conseil de guerre, il est exécuté par les Britanniques pour conspiration le 28 novembre 1942.

### Indépendance (depuis 1964)
L’indépendance du pays est reconnue le 21 septembre 1964, mais Malte conserve le monarque britannique, la reine Élisabeth II, comme chef d'État comme de nombreux pays du Commonwealth. Ce n’est que dix ans plus tard, le 13 décembre 1974, sous l’impulsion du Premier ministre Dom Mintoff, que Malte proclame la république et élit un président à sa tête à la place de la reine. En 1984, se déroulent d'importantes manifestations contre des mesures de restriction de l'enseignement religieux et des biens du clergé. [réf. souhaitée] Cette même année, le pays signe des accords avec la Libye et l'URSS. [réf. souhaitée]

## Politique

### Parlement de Malte

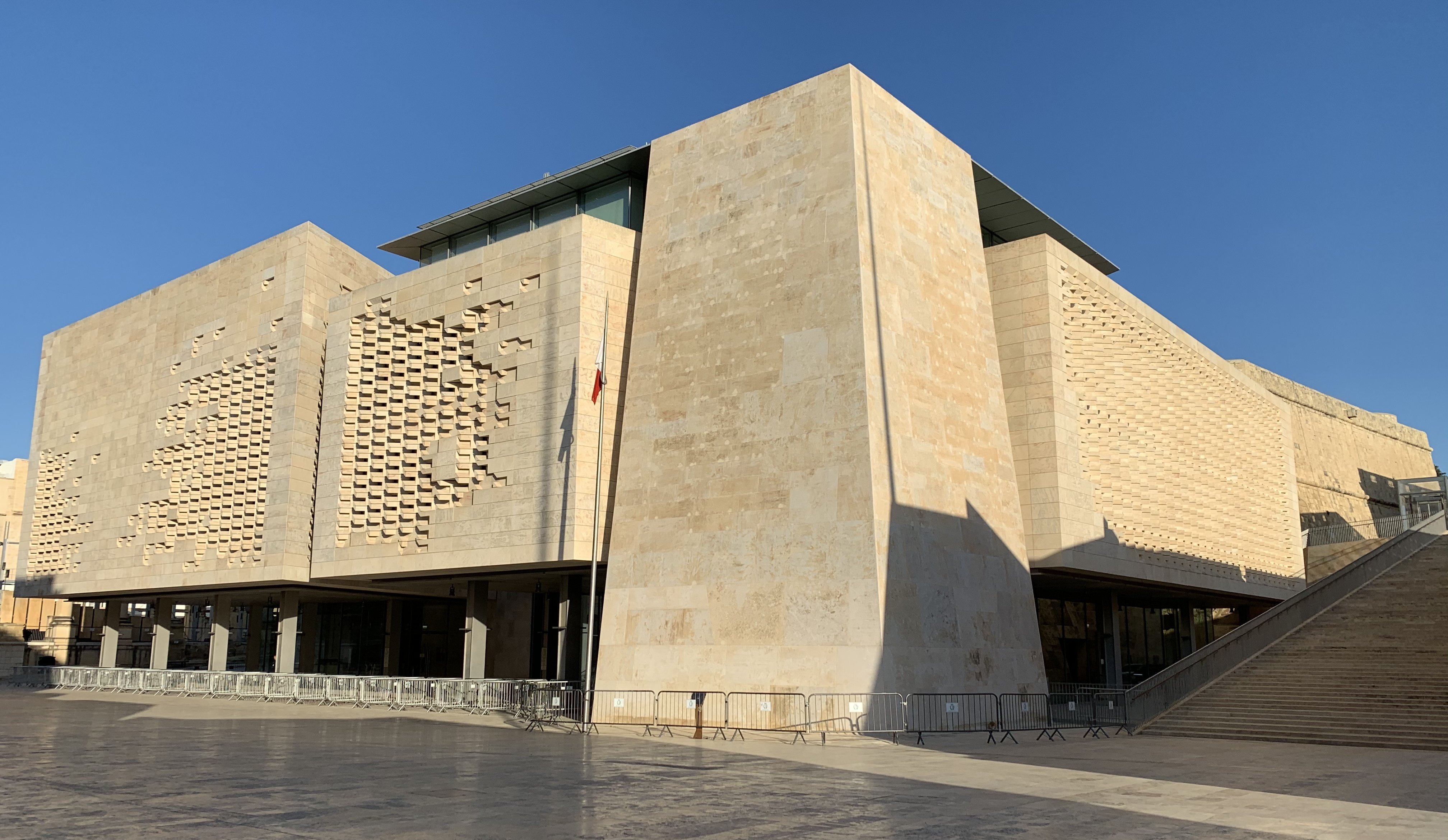
Maison du Parlement (La Valette).

La Chambre des représentants (Kamra tar-Deputati) est composée d'au moins 65 députés élus selon un système proportionnel. Les élections générales ont lieu tous les cinq ans. La dernière a eu lieu en 2022.

### Président de la République
Le président de Malte est élu pour une durée de cinq ans par la Chambre des représentants et nomme comme Premier ministre le chef du parti vainqueur des élections générales. Le président nomme également, sur recommandation du Premier ministre, les différents ministres du gouvernement choisis parmi les députés élus.
La présidente de la République est, depuis le 4 avril 2024, Myriam Spiteri Debono (PL).

### Premier ministre
Le Premier ministre est depuis le 12 janvier 2020 Robert Abela membre du Parti travailliste.

### Partis politiques
Les deux principaux partis politiques de l'archipel sont le Parti travailliste (LP) et le Parti nationaliste (PN). Ces deux partis se positionnent plutôt au centre gauche (LP) et au centre droit (PN) laissant la place à leur droite, Europeans United for Democracy (EUD) ou Partit tal-Ajkla (PA), ou extrême droite, Imperium Europa (IE), et à leur gauche, Parti communiste maltais (PK), des partis qui peinent à trouver le suffrage des électeurs. Les maltais sont politiquement très conservateurs, le vote familial était très répandu il y a encore une génération, aujourd'hui les enfants se montrent plus indépendants politiquement de leurs parents même si certains continuent encore à voter pour le parti familial. Cette indépendance a quand même permis l’émergence d'un parti écologiste, Alternative démocratique (AD) qui est le troisième parti politique maltais à présenter des candidats dans tous les districts à toutes les élections sans toutefois parvenir à entrer au parlement.
Le parti majoritaire au Parlement est le Parti travailliste (LP) depuis le 8 mars 2013.

### Relations avec l'Union européenne

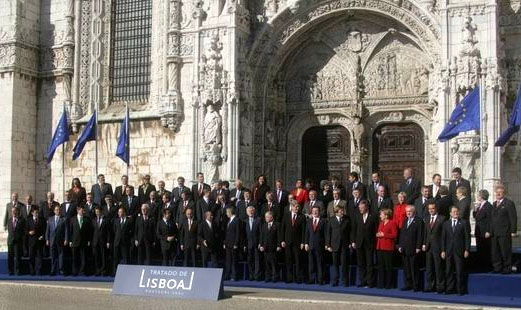
Malte a signé le Traité de Lisbonne en 2007.

Après l'indépendance de Malte dans le Commonwealth, le 21 septembre 1964, et sa constitution en république, le 13 décembre 1974, les dirigeants politiques maltais cherchent les moyens de passer d'une économie coloniale à une économie nationale. Le Premier ministre travailliste Dom Mintoff affirme la neutralité de Malte et son non-alignement à l'image d'un Jawaharlal Nehru mais dans le même temps cherche une collaboration avec les pays communistes (URSS, RDA, Bulgarie et Roumanie) mais c'est en fait la république populaire de Chine et la Libye qui investissent à Malte. À leur arrivée au pouvoir, les nationalistes choisissent la collaboration avec la Communauté économique européenne, ancêtre de l'Union européenne. Le Premier ministre Giorgio Borg Olivier signe un accord d'association le 5 décembre 1970 avec effet au 1er avril 1971. Le retour au pouvoir des travaillistes en juin 1971 interrompt le processus.
En 1987, l'alternance politique ramène au pouvoir les nationalistes, qui, au lieu de relancer l'accord d'association, décident d’ouvrir des négociations pour adhérer à l'Union européenne le 16 juillet 1990. Après une parenthèse travailliste de 1996 à 1998, Borg Olivier décide de consulter les Maltais par référendum le 8 mars 2003, et 53,6 % des Maltais approuvent l'adhésion. Le 14 avril 2003, le Conseil européen décide de l'adhésion de Malte en même temps que neuf autres pays et, le 16 avril 2003, Malte signe le traité d'adhésion avec entrée en vigueur au 1er mai 2004.
Le 21 juin 2007, le Conseil européen autorise l'adoption de l'euro et fixe le taux irrévocable de conversion à 1 euro = 0,429300 lire maltaise et le 1er janvier 2008, Malte intègre la Zone euro. Le 21 décembre 2007, Malte intègre aussi l'Espace Schengen mettant Malte aux avant-postes de l'émigration africaine avec l'île italienne de Lampedusa. Le pays assure la présidence du Conseil de l'Union européenne au premier semestre 2017.

## Administration

### Divisions territoriales

Ancienne division administrative en kunsilli lokali (conseils locaux ou localités).

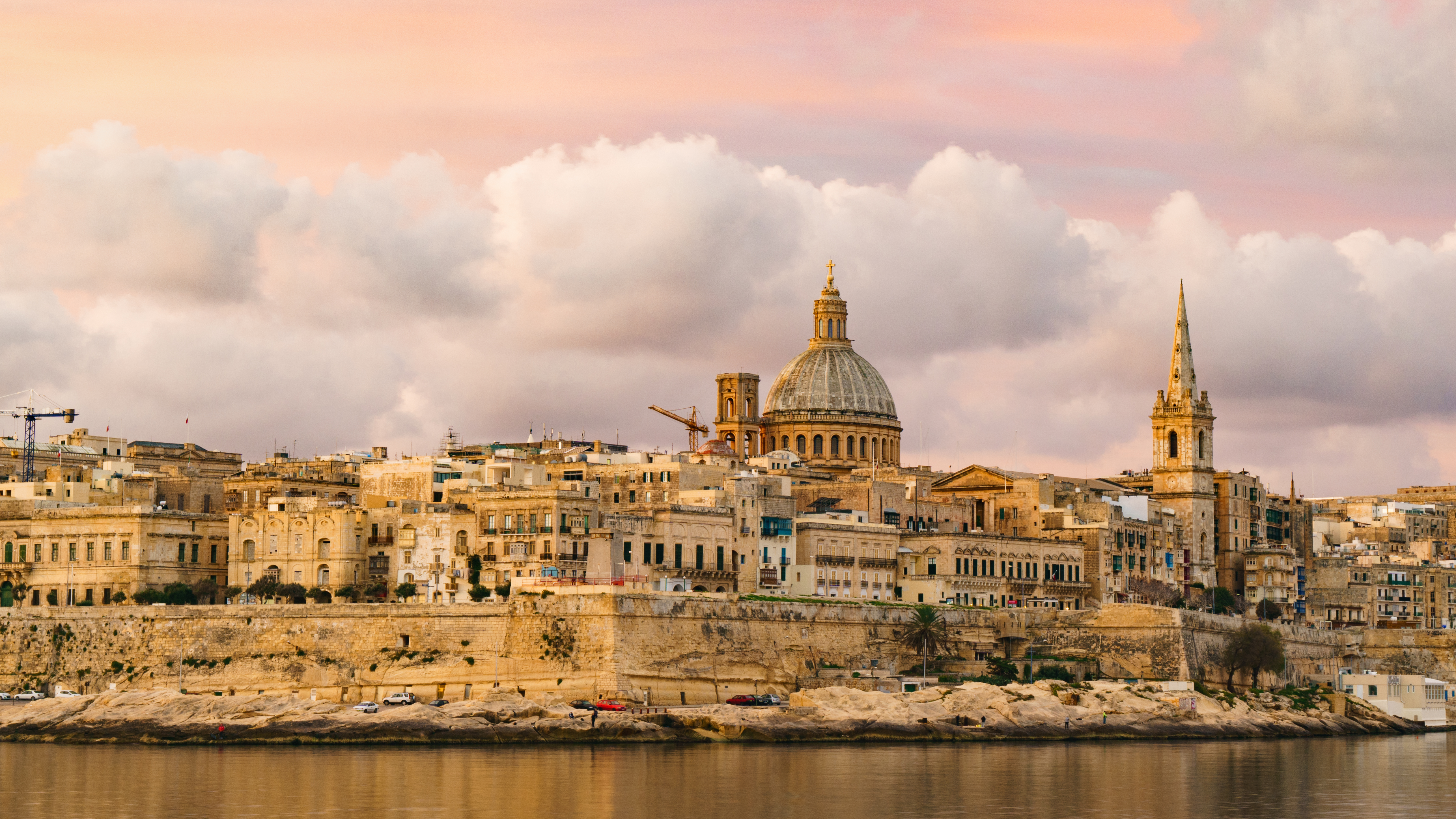
La Valette (vue partielle).

Depuis 1993, Malte est subdivisée en 68 Kunsilli Lokali (conseils locaux) également appelés localités, regroupées depuis 2009 en 5 Reġjuni (Région) : il existe 54 localités sur l'île de Malte et 14 sur l'île de Gozo.

### Localités
Les localités maltaises ont été renommées par la loi sur les kunsilli lokali du 6 octobre 2009.

#### Localités de l'île de Malte
- Birkirkara
- Birżebbuġa
- Bormla (Ċittà Cospicua)
- Ħ' Attard
- Ħad-Dingli
- Balzan
- Ħal Għargħur
- Ħal Għaxaq
- Ħal Kirkop
- Ħal-Lija
- Ħal Luqa
- Ħal Qormi (Ċittà Pinto)
- Ħal Safi
- Ħal Tarxien
- Ħaż-Żabbar (Ċittà Hompesch)
- Ħaż-Żebbuġ (Ċittà Rohan)
- La Valette (Ċittà Umilissima)
- Il-Birgu (Ċittà Vittoriosa)
- Il-Fgura
- Il-Furjana
- Il-Gudja
- Il-Gżira
- Il-Ħamrun
- Il-Kalkara
- Il-Marsa
- Il-Mellieħa
- Il-Mosta
- Il-Qrendi
- In-Naxxar
- Ir-Rabat
- Is-Siġġiewi (Ċittà Ferdinand)
- Is-Swieqi
- Ix-Xgħajra
- Iż-Żejtun (Ċittà Beland)
- Iż-Żurrieq
- L-Iklin
- L-Imdina (Ċittà Nobile)
- L-Imġarr
- L-Imqabba
- L-Imsida
- L-Imtarfa
- L-Isla (Ċittà Senglea)
- Marsaskala
- Marsaxlokk
- Pembroke
- Pietà
- Raħal Ġdid
- San Ġiljan
- San Ġwann
- San Pawl il-Baħar
- Santa Luċija
- Santa Venera
- Ta' Xbiex
- Tas-Sliema

#### Localités de l'île de Gozo
- Fontana
- Għajnsielem
- Il-Munxar
- In-Nadur
- Il-Qala
- Ir-Rabat (Ċittà Victoria)
- Ix-Xagħra
- Ix-Xewkija
- Iż-Żebbuġ
- L-Għarb
- L-Għasri
- San Lawrenz
- Ta' Kerċem
- Ta' Sannat

### Sécurité

#### Forces armées
Les Forces Armées de Malte, plus connues comme les AFM (pour Armed Forces of Malta) sont constituées d'une brigade composée d'un quartier général et trois bataillons avec de petites forces aériennes et navales.

## Économie
Les atouts économiques de Malte sont le calcaire, un bon emplacement géographique et une main-d’œuvre productive. Cependant, Malte ne produit qu’environ 20 % de ses besoins alimentaires, possède des ressources en eau limitées et n’a pas de sources d’énergie qui lui sont propres. L’économie est dépendante du commerce extérieur (particulièrement en tant que point de transbordement du fret maritime), du tourisme et de l’industrie (notamment électronique et textile). Malte répond aux standards internationaux en matière de transparence et d’échange d’information, et n’a jamais été inscrite sur la liste noire de l'OCDE, liste publiée pour la première fois en juin 2000 (Publication officielle de l’OCDE – Paris, 19 juin 2000) qui recensait les pays refusant la coopération en ces domaines.
En 2012, Malte et la Libye sont en discussion pour l’exploitation commerciale du plateau continental qu’ils partagent, particulièrement en ce qui concerne la prospection pétrolière.

En 2024, Malte est classée en 29e position pour l'indice mondial de l'innovation.

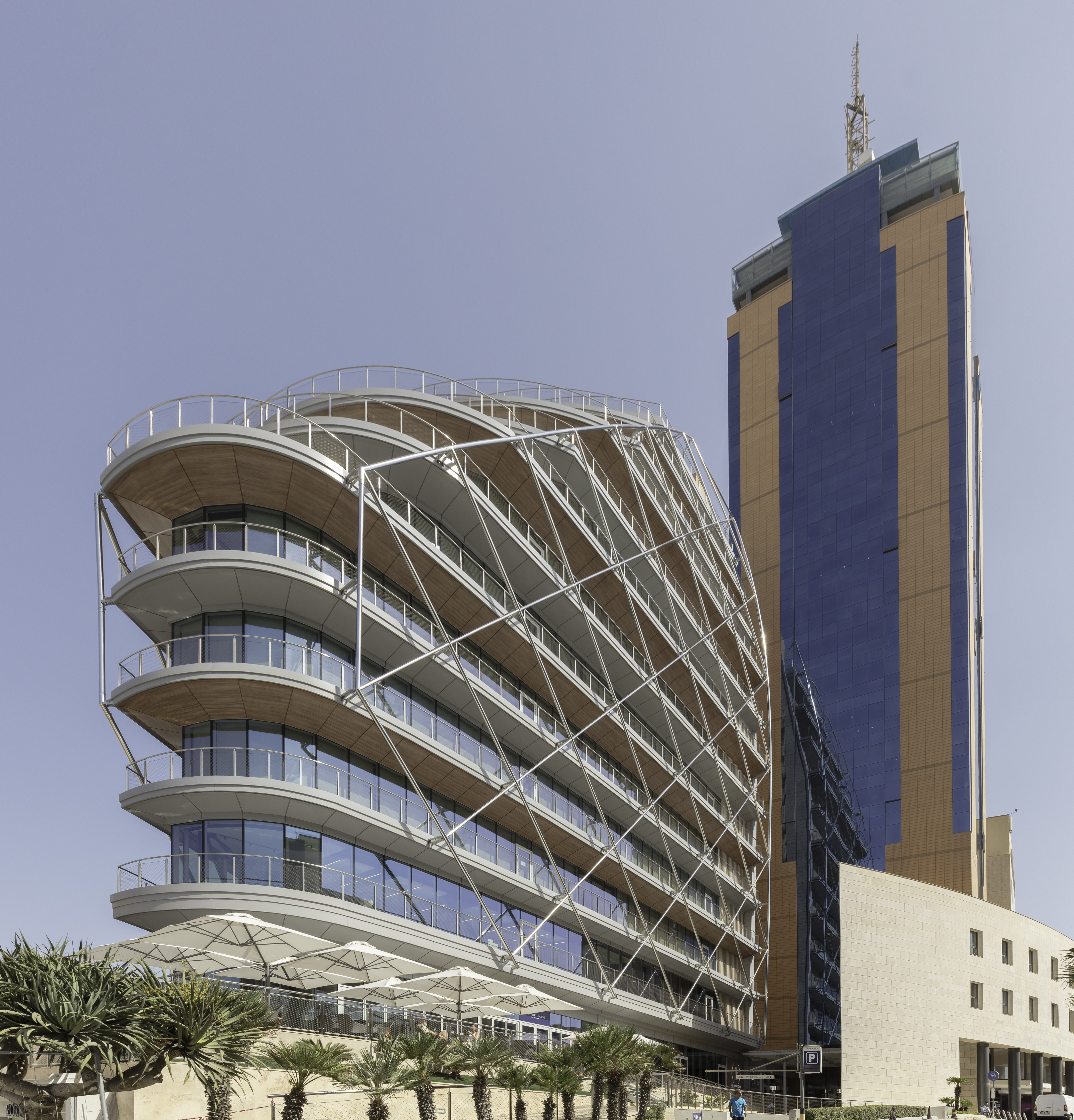
Casino et bureaux Portomaso (San Ġiljan)
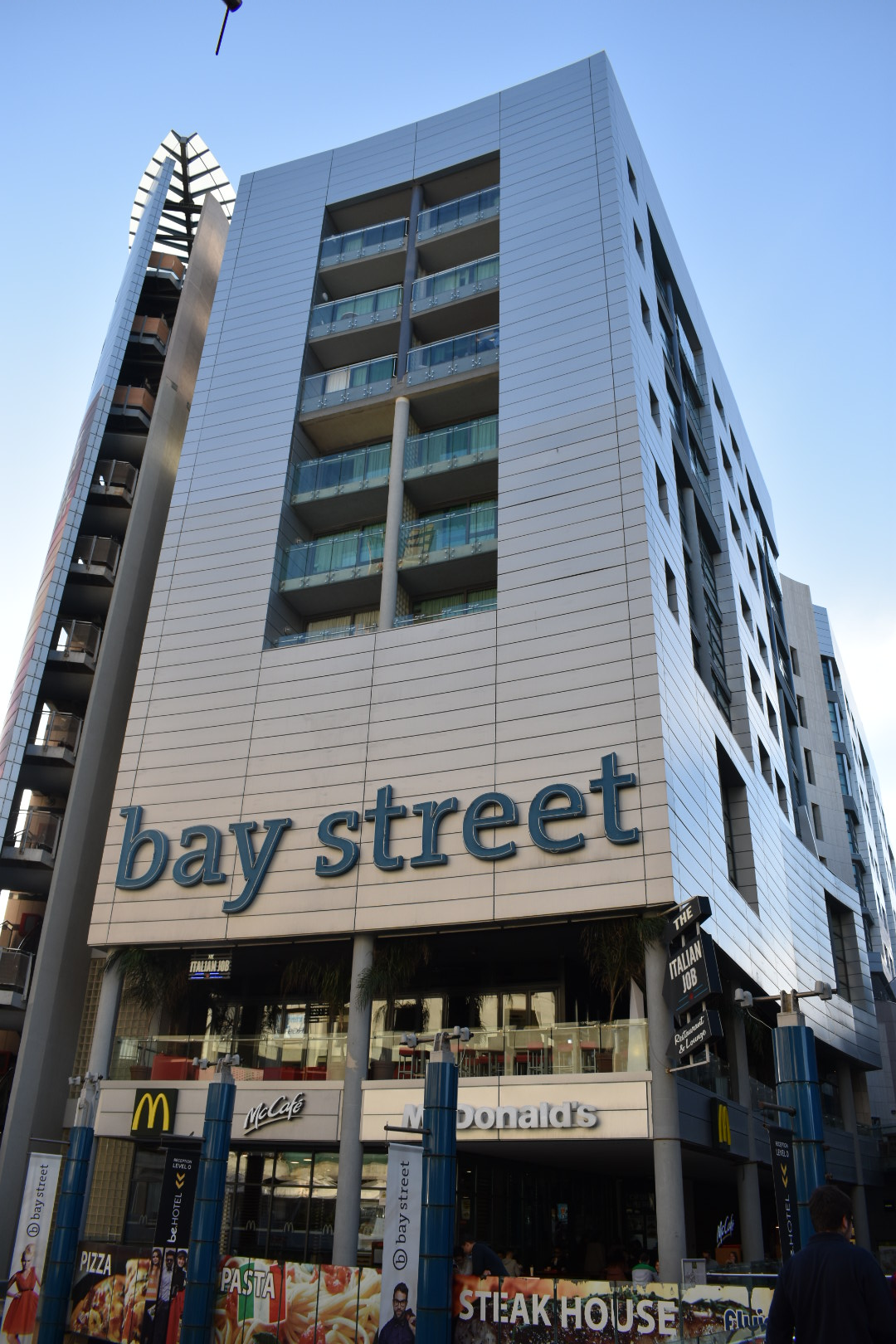
Zone commercial Bay Street (San Ġiljan)
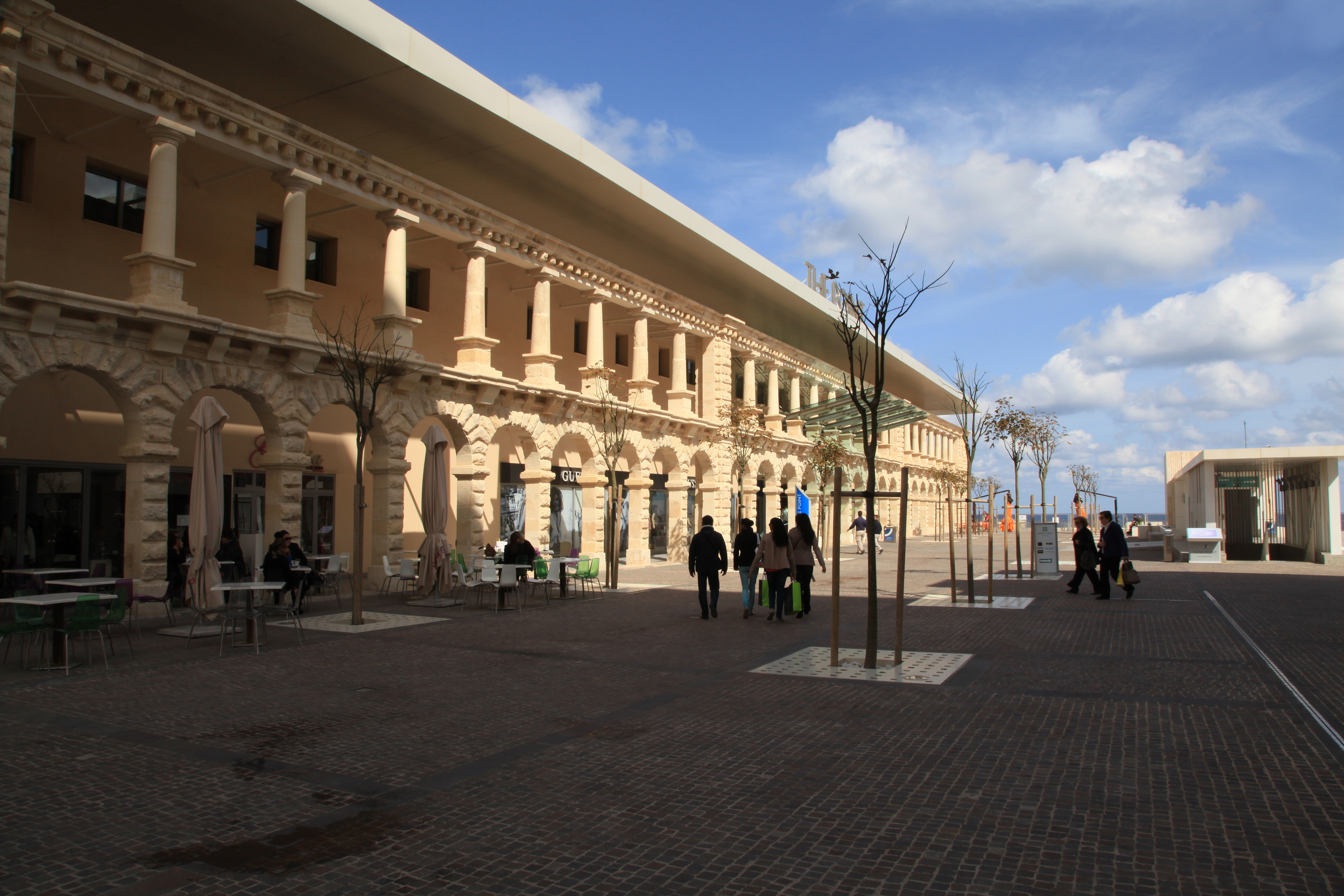
The Point (Tas-Sliema)
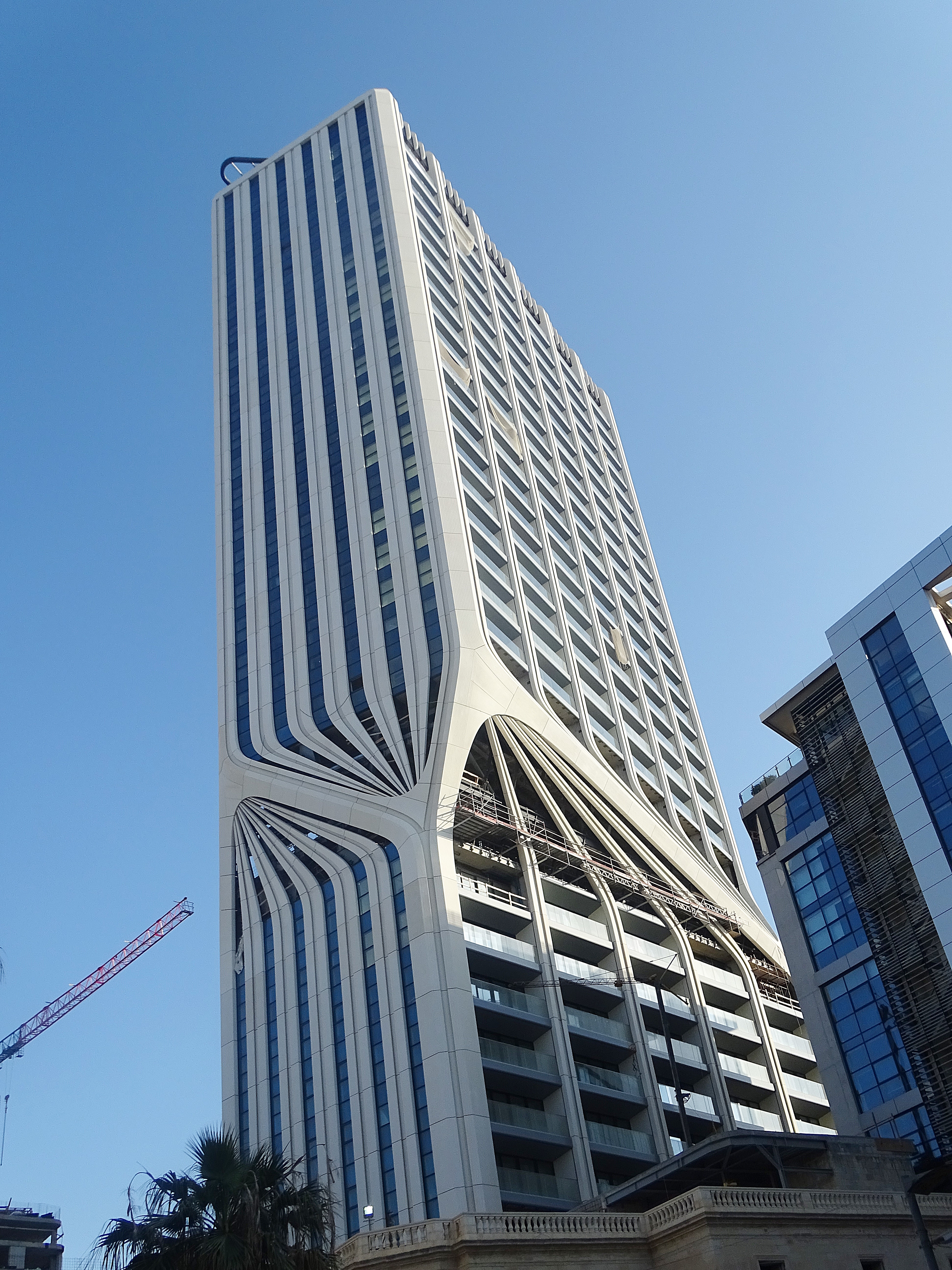
Hôtel Mercury (San Ġiljan)

### Monnaie
À partir du 29 avril 2005, la lire maltaise a fait partie du mécanisme de taux de change européen, dit MCE II, en vue de l’adoption de l’euro, devenu la monnaie légale le 1er janvier 2008.

### Optimisation fiscale
Du fait de la difficulté pour Malte de rivaliser avec l'économie de la Sicile, distante au plus près de moins de 100 kilomètres, l'île a développé une fiscalité attractive pour les sociétés étrangères et une forme de confidentialité pour les personnalités possédant des comptes en banque, du moment qu'ils sont résidents maltais. Les nouveaux résidents peuvent opter pour le statut de résident non-dom qui permet de ne payer aucun impôt sur les revenus non rapatriés à Malte. Les revenus générés de façon antérieure à l'installation à Malte et rapatriés à Malte sont également exempts d'imposition sous le statut de résident non-dom.
En 2006, Malte a conclu un accord avec la Commission européenne, qui dans les faits permet à Malte de conserver son compétitif régime d’imposition des sociétés. Cet accord a été conclu avec la Commission européenne chargée de la concurrence au nom de la solidarité entre États membres et dans le respect du Code de conduite de la fiscalité des entreprises.[réf. nécessaire] Toutefois, une enquête menée par 13 journaux européens et rendue publique en mai 2017 parle d’un « paradis fiscal » maltais avec des techniques d’optimisation fiscale qui, mêlées à l’évasion fiscale et à la corruption, privent les autres pays de l’UE de 2 milliards d’euros de recettes fiscales par an.
En juin 2021, le Groupe d'action financière, organisme intergouvernemental de lutte contre le blanchiment d’argent, décide de placer Malte sur sa "liste grise". Le 21 juin 2022 le Groupe d'action financière a retiré Malte de la liste grise à peine 12 mois après son inscription en reconnaissant l'ensemble des actions mises en œuvre et les progrès considérables fait par l'ensemble des institutions locales.

#### Malta Files et Paradise Papers
Dans le cadre des Malta Files et des Paradise Papers, plusieurs avantages de Malte en matière d'optimisation fiscale sont mis à jour :
- le système de leasing maltais, pour les propriétaires de bateaux, qui permet d’acheter un yacht en location-vente par le biais d’une société maltaise en se le louant à soi-même avec un taux réduit de TVA. Julien Clerc, Arthur et Xavier Niel auraient profité de ce système.
- impôt sur les sociétés réduit à 5 % (contre 26,5 % en France). La mutuelle des fonctionnaires Intériale, via son directeur général Nicolas Sarkadi a ouvert une filiale à Malte en septembre 2016.

Si l'île de Malte, via ses autorités, se défend d'être qualifiée de « paradis fiscal », elle est toujours qualifiée de « place offshore » dans les documents du Cabinet Appleby, à l'origine des Paradise Papers.

### Transports

#### Transport aérien

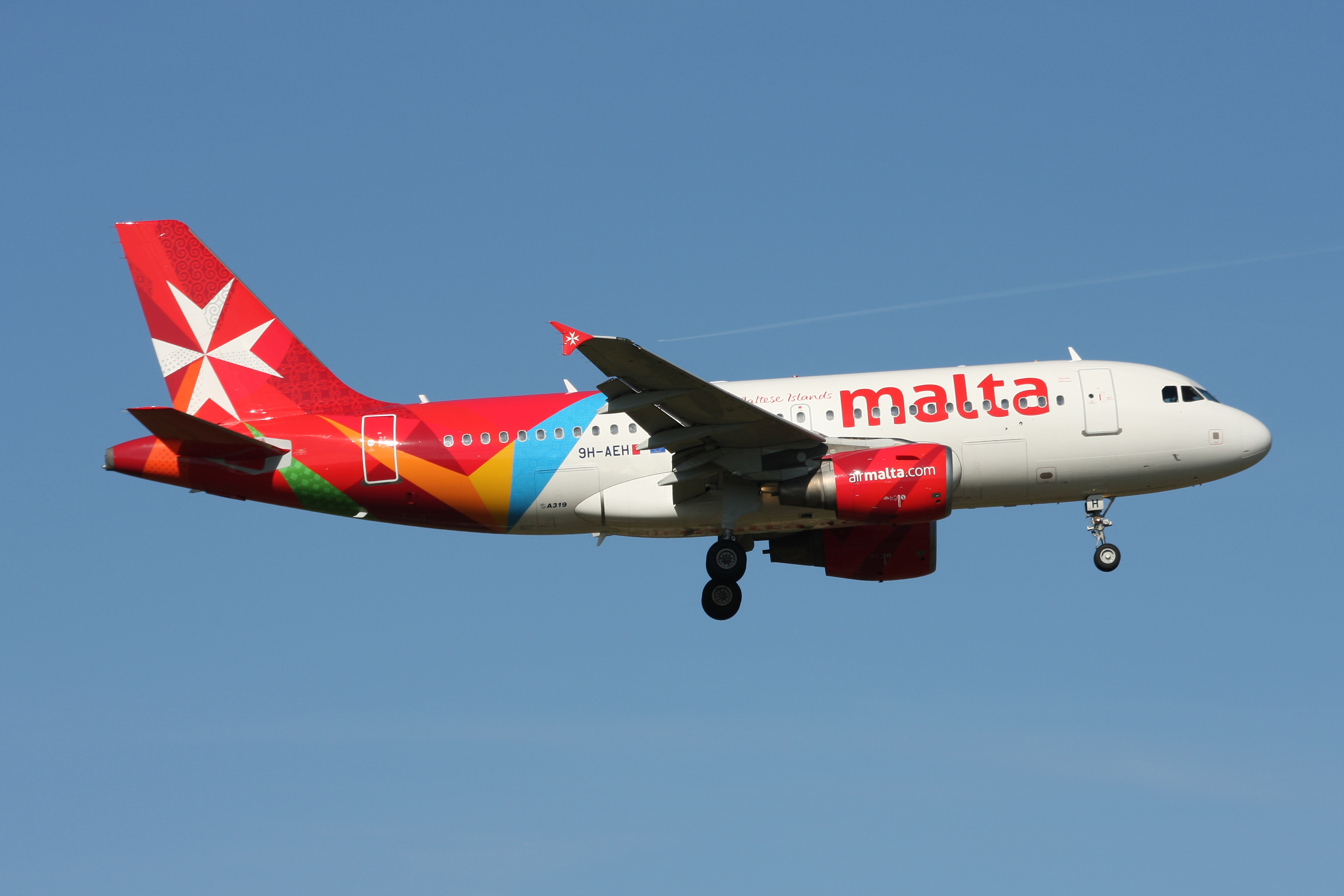
Air Malta Airbus A319.

Du fait de sa situation insulaire, le transport aérien occupe une importance primordiale pour Malte dans ses relations avec le monde extérieur. L'aéroport international de Malte, situé à Ħal Luqa sur l'île principale, est l'unique aéroport du pays. Il est notamment utilisé par Air Malta, la compagnie aérienne nationale.

#### Transport maritime

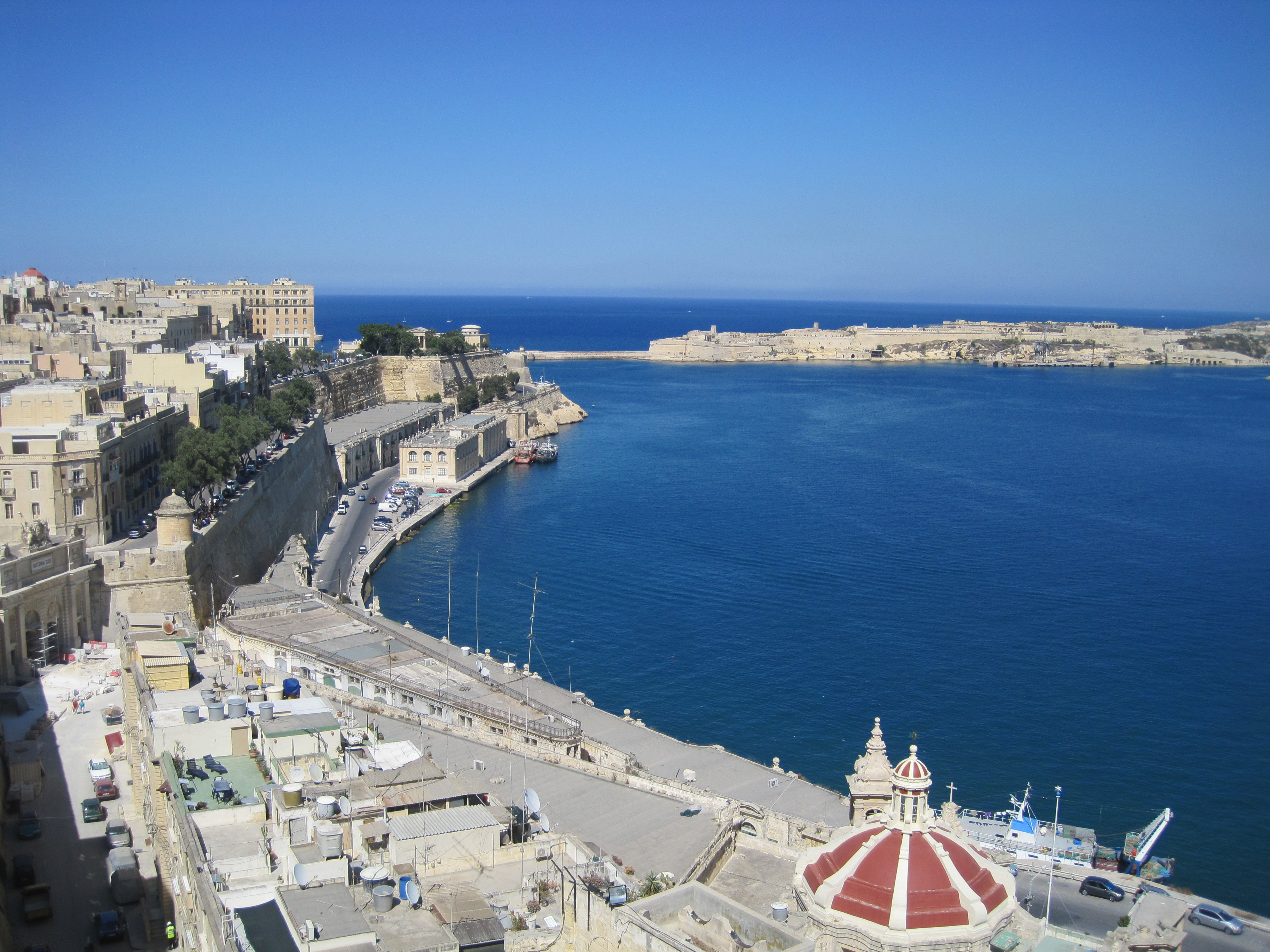
Entrée du Grand Harbour (2010).

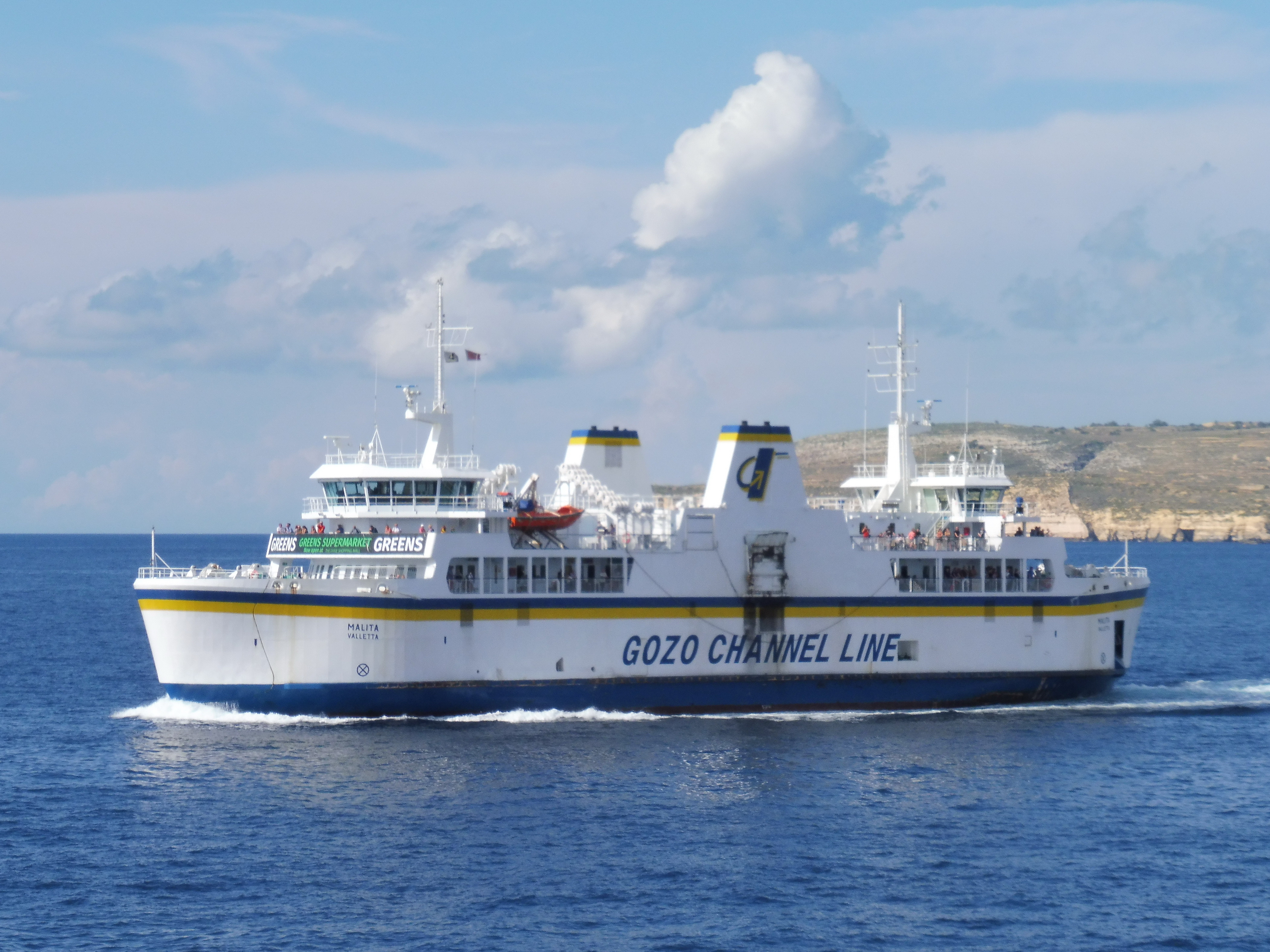
Gozo Channel Line.

Du fait de sa situation géographique au cœur de la Méditerranée, Malte est un important carrefour maritime. L'archipel comprend trois ports naturels :
- Le Grand Harbour, situé à l'est de la Valette, est utilisé depuis l'époque romaine. Il compte plusieurs docks et quais, ainsi qu'un terminal pour les navires de croisière. Des ferrys partant de ce port relient Malte à la Sicile ;
- Le Marsamxett Harbour, situé à l'ouest de l'île de Malte, accueillant principalement des yachts ;
- Le Marsaxlokk Harbour (Malta Freeport), situé à l'est de l'île de Malte, est le principal terminal des cargos sur l'archipel. C'est le onzième plus grand port à conteneurs en Europe et le quarante-sixième dans le monde.

D'autres ports de moindre envergure peuvent être cités, notamment ceux de Cirkewwa sur Malte, d'où partent les ferrys pour Mġarr, le port de Gozo.

#### Transport ferroviaire
Une unique ligne de chemin de fer assurait une liaison entre La Valette et L-Imdina de 1883 à 1931.

#### Transport en commun

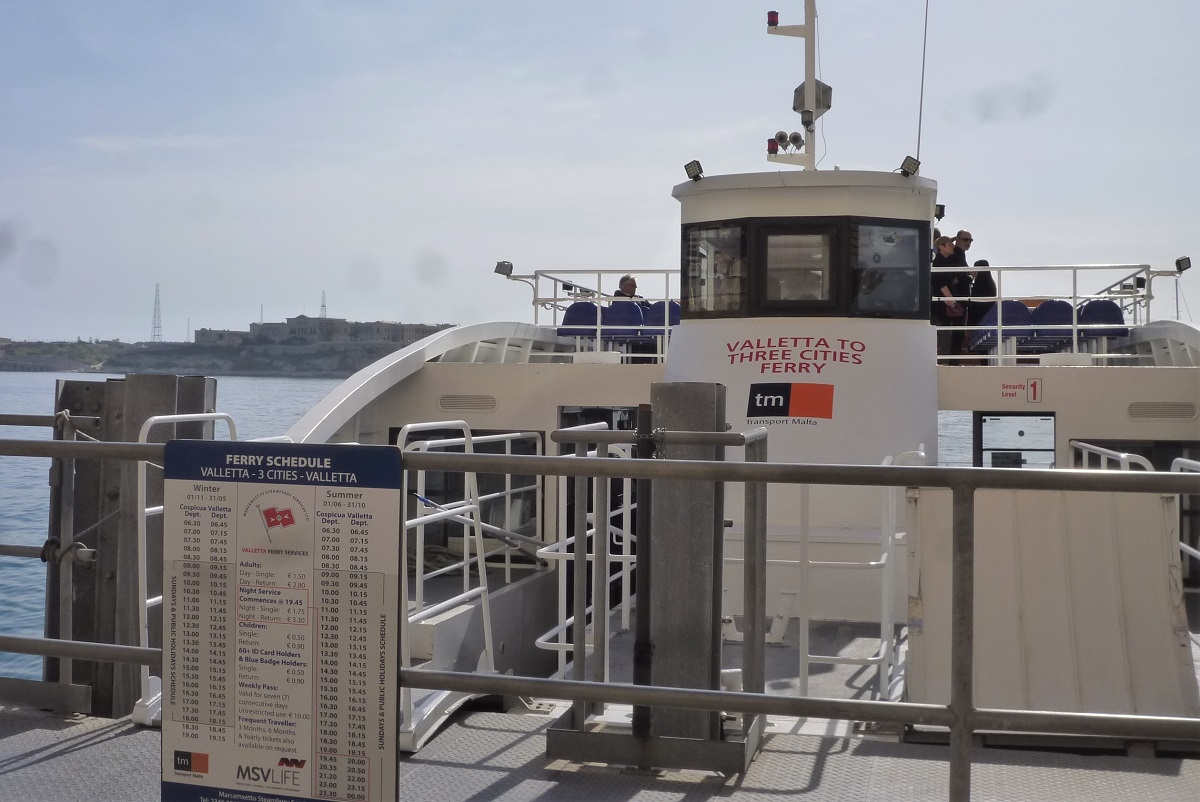
Ferry (Trois Cités - La Valette)

Les transports en commun à Malte consistent principalement en des autobus publics. Longtemps, les autobus parcourant l'archipel étaient l'une des attractions touristiques du pays en raison de leur apparence caractéristique, en particulier leur couleur jaune. En 2011, une profonde refonte du système de transports publics intervient avec l'arrivée de l'entreprise Arriva qui en devient l'opérateur. Une flotte d'autobus moderne opère désormais dans l'ensemble de l'archipel, y compris sur Gozo, permettant une profonde amélioration du réseau de transports. En 2014, la branche maltaise d'Arriva est nationalisée sous la forme de la Malta Public Transport. Au total, ce sont plus d'une centaine de lignes qui parcourent l'île principale de Malte, dont un grand nombre au départ de La Valette et qui rayonnent ensuite sur l'île, tandis qu'une quinzaine de lignes assurent la desserte des différentes localités de Gozo.

## Société

### Langues
La république de Malte reconnaît une langue nationale, le maltais, qui est sa première langue officielle, ainsi qu'une deuxième langue officielle, l’anglais.
L’administration, les tribunaux emploient normalement le maltais, mais ils peuvent employer l’anglais s’ils le jugent nécessaire. L'origine du maltais vient de l'arabe ifriqiyen relexifié à partir de superstrats italien, sicilien, dans une moindre mesure français et plus récemment anglais. En raison de son origine siculo-arabe, le maltais est classé comme langue sémitique. C'est aussi la seule langue vivante représentative de la famille des dialectes siculo-arabes écrite en alphabet latin complété.

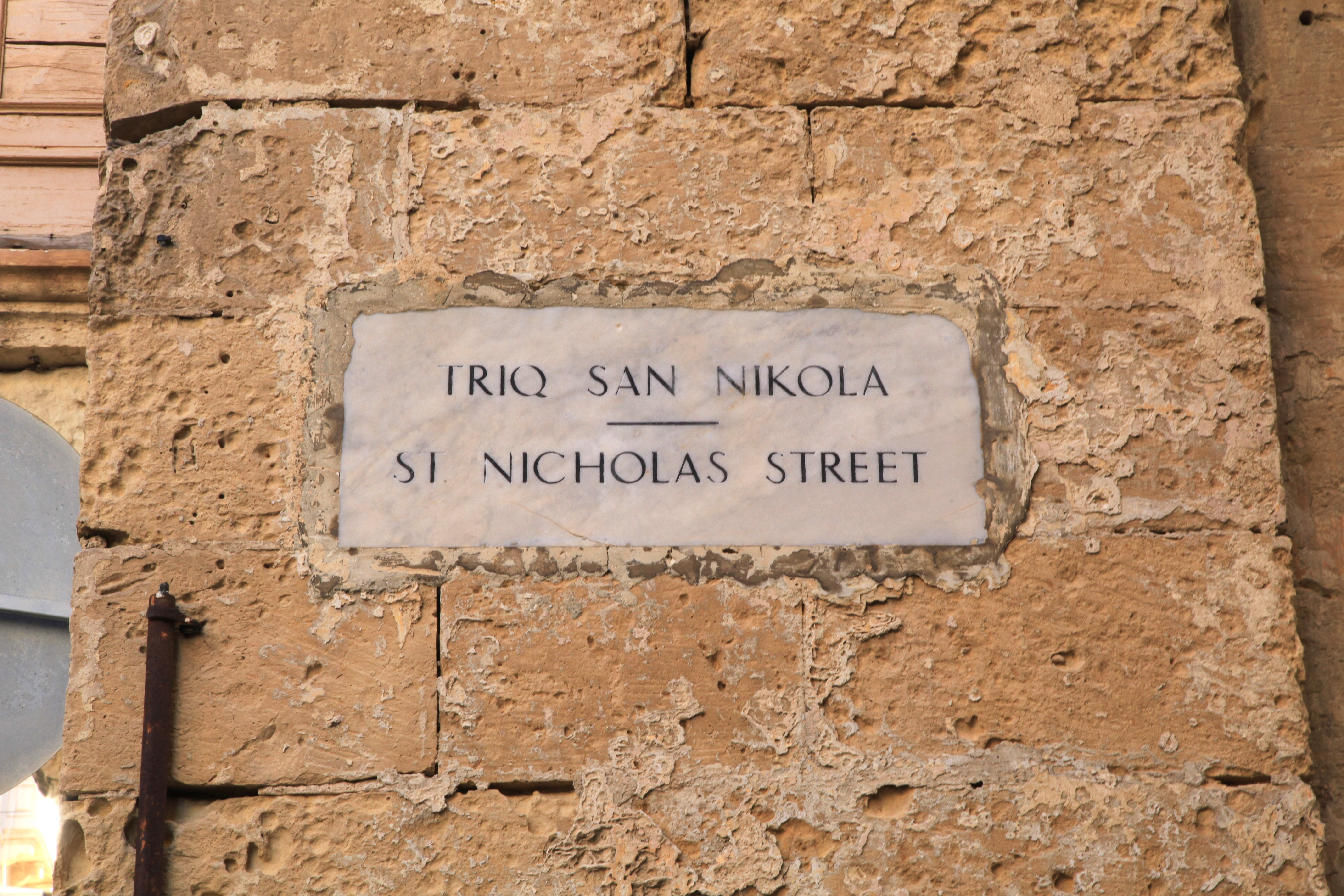
Panneau de rue en maltais et anglais (La Valette)

La grande majorité des insulaires (95 %) parle maltais. Cependant, en raison de la longue colonisation britannique, l’anglais joue également un rôle non négligeable. Même si seules 6 200 personnes sont de langue maternelle anglaise, la place de l’anglais est importante sur le plan socio-politique, car il demeure l’une des deux langues officielles de la république de Malte. Le secteur du séjour linguistique, avec plus de 40 écoles à Malte, utilise la présence de cette communauté anglophone et la place de l’anglais comme langue officielle pour proposer des cours d’anglais dans une ambiance très méditerranéenne.
Parmi les autres langues utilisées à Malte, l'italien est pratiqué par environ 2 % de la population (8 500 locuteurs). L'italien, qui était une des langues officielles de Malte jusqu’aux années 1930, est en tout cas compris et parlé par environ 100 000 à 120 000 Maltais.
Selon un sondage Eurobaromètre en 2012, quelque 94 % de la population de l'île parlent anglais comme langue seconde, mais 59 % parlent aussi italien et 9 % français. Tous les Maltais d'origine, soit 97 %, ont le maltais comme langue maternelle. Une faible majorité, soit 52 %, estime avoir un « très bon niveau » d'anglais. Presque tous les répondants à Malte (93 %) affirment être capables de parler au moins une autre langue en plus de leur langue maternelle.

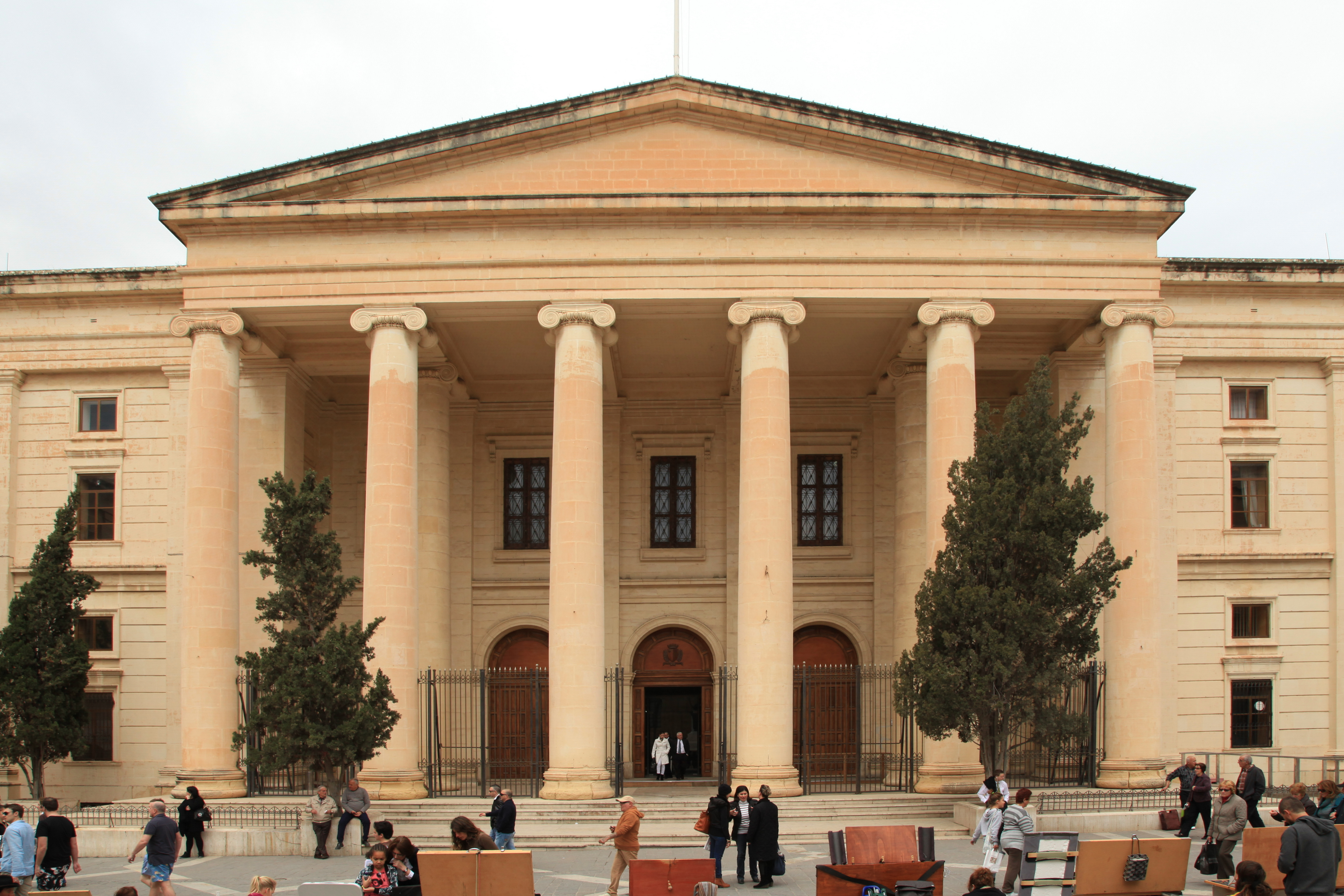
Palais de justice de La Valette

Le droit maltais ne définit pas la notion de minorité nationale ; il n'existe donc aucun groupe de population reconnu comme tel. C'est pourquoi aucun instrument juridique n'a été adopté et la nécessité de lois particulières dans le domaine des langues ne s'est pas fait sentir. Il n'existe aucune loi visant à assimiler les minorités nationales ou à mettre en œuvre une politique générale d'intégration ou de protection à leur égard. Le gouvernement de Malte déclare qu'il n'existe sur son territoire aucune minorité nationale, bien que le pays ait ratifié (10 février 1998) la Convention-cadre européenne pour la protection des minorités nationales. Malte considère cette ratification comme un acte de solidarité par rapport aux objectifs de la Convention.

### Religion
La religion d’État est le catholicisme romain mais chacun est libre d’exercer la religion de son choix car la liberté de conscience est garantie par la constitution.
Il y a 97 % de catholiques, 1 % de chrétiens non-catholiques (orthodoxes et protestants), 1 % de musulmans et 1 % sans religion.

### Fêtes et jours fériés

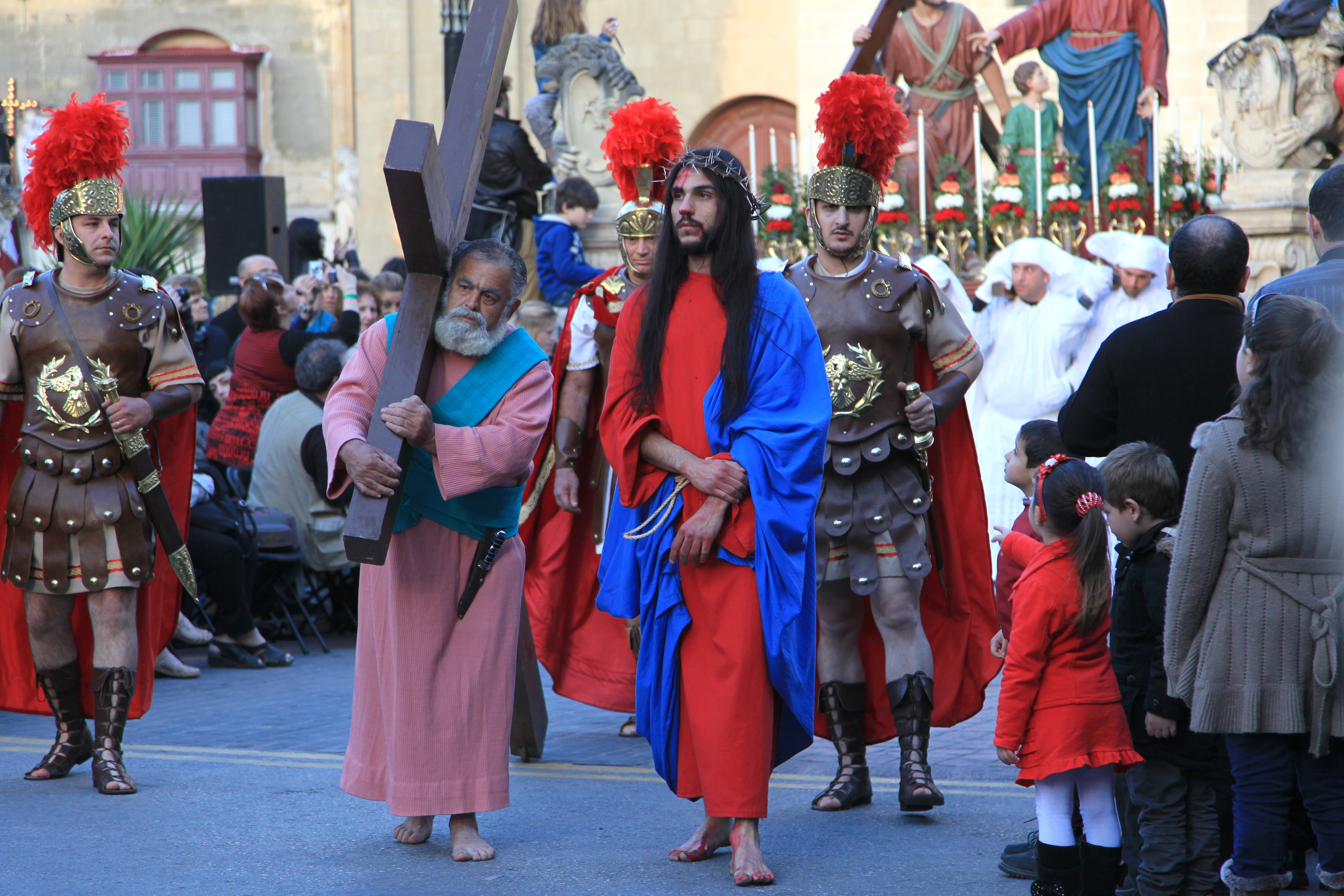
Procession du Vendredi Saint à Żebbuġ.

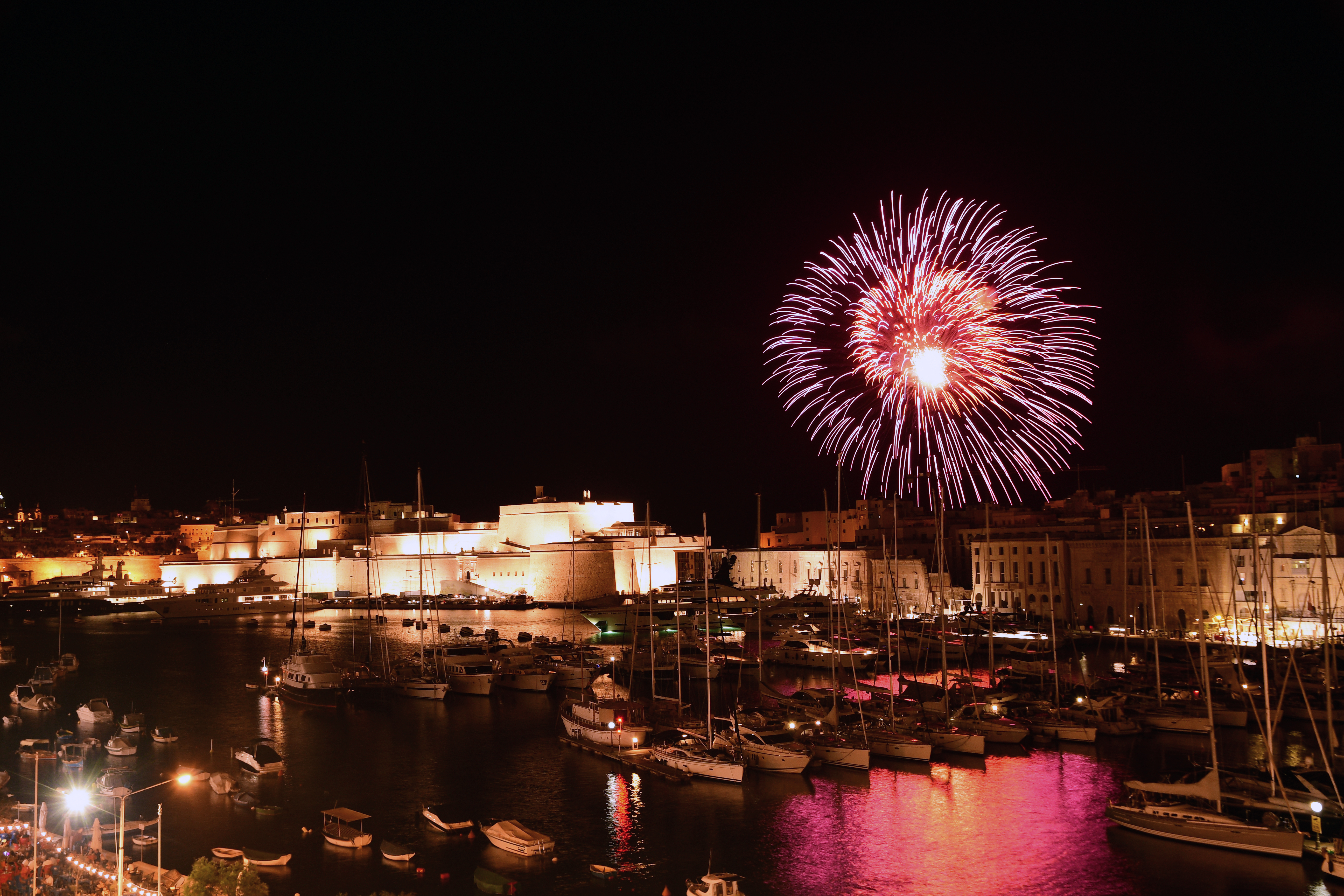
Célébration du Jour de la Victoire, 2016.

| Date         | Nom français                       | Nom local                                      | Remarques      |
| ------------ | ---------------------------------- | ---------------------------------------------- | -------------- |
| 1er janvier  | Jour de l'an                       | L-Ewwel tas-Sena                               |                |
| 10 février   | Fête du naufrage de saint Paul     | Il-Festa tan-Nawfraġju ta’ San Pawl            |                |
| 19 mars      | Fête de saint Joseph               | Il-Festa ta’ San Ġużepp                        |                |
| 31 mars      | Jour de la liberté (en)            | Jum il-Helsien                                 | Fête nationale |
| 14 avril     | Vendredi saint                     | Il-Ġimgħa l-Kbira                              |                |
| 1er mai      | Fête du Travail                    | Jum il-Ħaddiem                                 |                |
| 7 juin       | 7 juin                             | Sette Giugno (en)                              | Fête nationale |
| 29 juin      | Fête de saint Pierre et saint Paul | Il-Festa ta' San Pietru u San Pawl (L-Imnarja) |                |
| 15 août      | Assomption                         | Il-Festa ta' Santa Marija Assunta              |                |
| 8 septembre  | Fête de la Victoire (en)           | Jum il-Vittorja                                | Fête nationale |
| 21 septembre | Jour de l'Indépendance             | Jum l-Indipendenza                             | Fête nationale |
| 8 décembre   | Fête de l’Immaculée Conception     | Il-Festa ta' l-Immakulata Kuncizzjoni          |                |
| 13 décembre  | Jour de la République              | Jum ir-Repubblika                              | Fête nationale |
| 25 décembre  | Jour de Noël                       | Jum il-Milied                                  |                |

### Démographie
Malte est l’un des pays les plus densément peuplés du monde avec une densité de population de 1 346 habitants au km2 en 2017 En 870, la population autochtone aurait été massivement déportée pour être réduite en esclavage et remplacée par une population musulmane et d'esclaves chrétiens. En 1569, la population était de seulement 10 000 habitants. Une forte communauté d’étrangers, principalement des Britanniques, est implantée à Tas-Sliema et aux alentours. De plus, une population maghrébine (2 250 en 2001) de plus en plus importante s’installe sur l’archipel.

### Migration

#### Émigration
Il existe une importante diaspora maltaise, le dernier recensement, réalisé en 1988, dénombrait 800 000 expatriés.[réf. nécessaire]

#### Immigration
|                           | 2019    | 2020    |
| ------------------------- | ------- | ------- |
| Population totale à Malte | 493 559 | 514 564 |
| Total des migrants        | 84 949  | 114 760 |
| Royaume-Uni               | 23 213  | 31 494  |
| Australie                 | 9 691   | 13 091  |
| Canada                    | 3 937   | 5 317   |
| Italie                    | 3 495   | 4 720   |
| Somalie                   | 3 037   | 4 101   |
| Libye                     | 2 815   | 3 801   |
| États-Unis                | 2 690   | 3 632   |
| Syrie                     | 2 401   | 3 242   |
| Allemagne                 | 2 199   | 2 969   |
| Russie                    | 2 122   | 2 865   |
| Bulgarie                  | 2 021   | 2 729   |
| Roumanie                  | 1 516   | 2 046   |
| Érythrée                  | 1 499   | 2 023   |
| Serbie                    | 1 232   | 1 663   |
| Philippines               | 1 071   | 1 445   |
| Égypte                    | 1 045   | 1 410   |
| Suède                     | 1 040   | 1 403   |
| France                    |         | 1 296   |
| Pays-Bas                  |         | 1 282   |
| Chine                     |         | 1 076   |
| Éthiopie                  |         | 1 034   |
| Nigeria                   |         | 1 025   |
| Autres                    | 19 925  |         |

|                                    | 2011    | 2021    |
| ---------------------------------- | ------- | ------- |
| Population totale de Malte         | 417 432 | 519 562 |
| Malte                              | 397 143 | 404 113 |
| Total étrangers                    | 20 289  | 115 499 |
| Autres pays hors UE et hors Europe | 4 496   | 23 569  |
| Autres pays membres de l'UE        |         | 22 443  |
| Italie                             | 947     | 13 838  |
| Royaume-Uni                        | 6 652   | 10 614  |
| Autres pays d'Europe hors UE       | 845     | 8 512   |
| Inde                               |         | 7 764   |
| Philippines                        |         | 7 571   |
| Serbie                             | 541     | 5 533   |
| Bulgarie                           | 850     | 3 729   |
| Libye                              |         | 3 311   |
| Syrie                              |         | 2 861   |
| Népal                              |         | 2 819   |
| Albanie                            |         | 2 714   |
| Apatrides                          |         | 171     |

## Culture
En 2018, la ville de La Valette est, avec la ville hollandaise de Leeuwarden, capitale européenne de la culture.

### Architecture

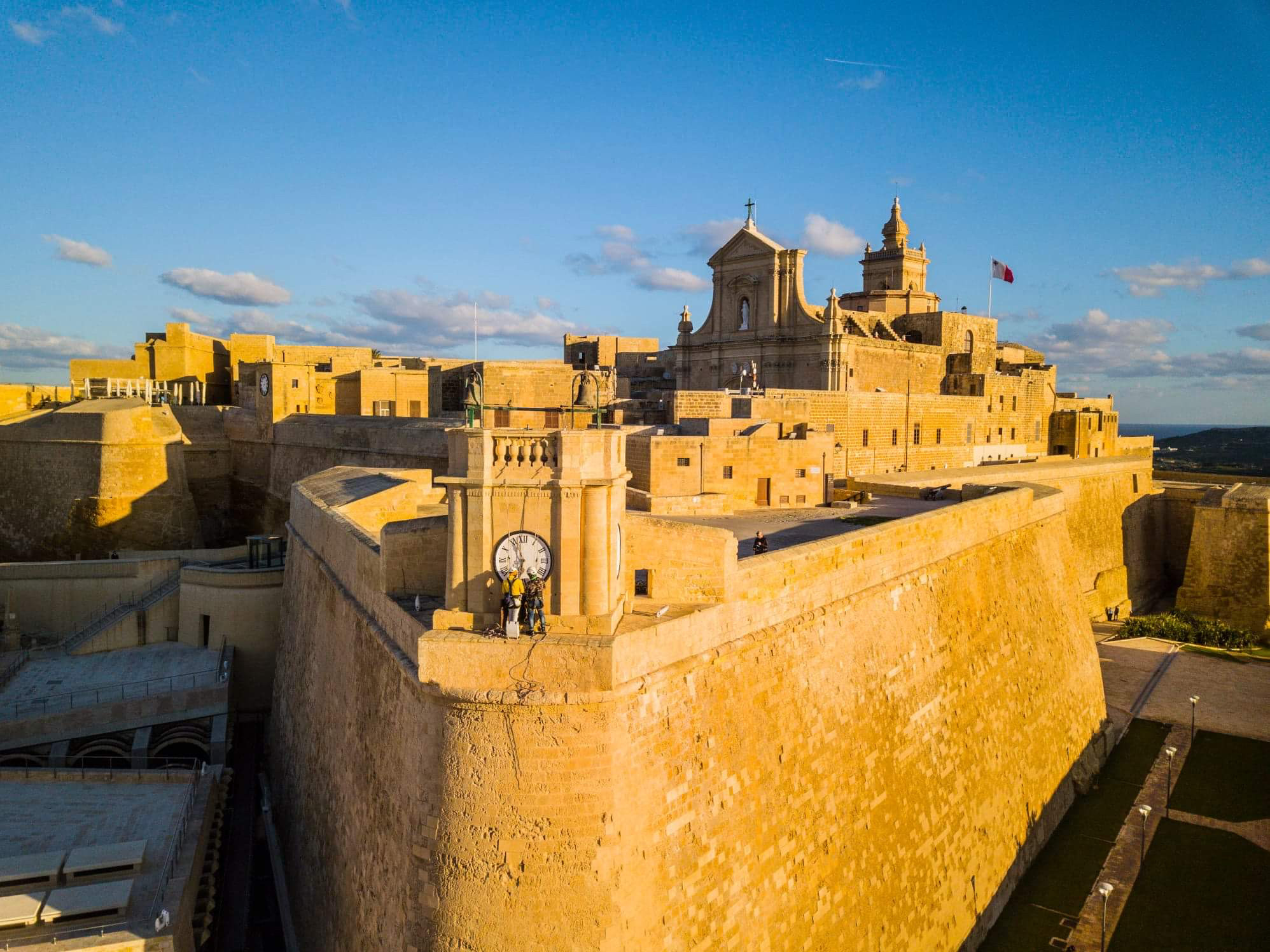
Citadelle de Gozo.

Malte compte trois sites inscrits au patrimoine mondial culturel de l'UNESCO. Il s'agit de la ville de La Valette, de l'Hypogée de Ħal Saflieni et de Ġgantija. Ce dernier a été étendu sous le nom de Temples mégalithiques de Malte à cinq autres temples préhistoriques, Ħaġar Qim, Mnajdra, Skorba, Ta' Ħaġrat et Tarxien situés dans les îles de Malte et de Gozo.

### Peinture

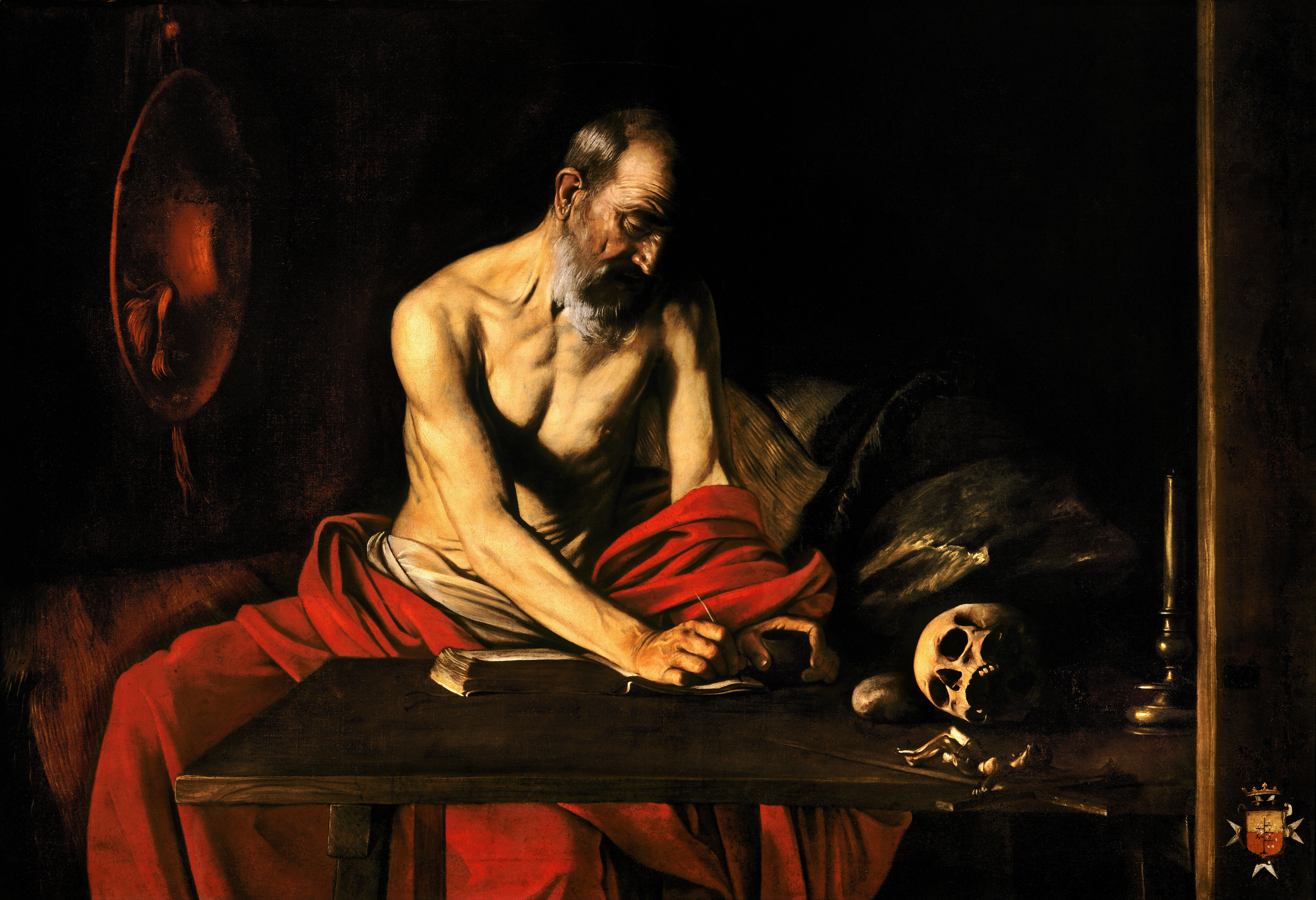
Saint Jérôme écrivant (Le Caravage).

Le peintre Le Caravage vécut à Malte de juillet 1607 à août 1608. Il fuyait la justice à la suite de la mort d'un homme qu'il avait tué lors d'un duel à Rome. Il est accueilli avec faste par le grand-maître de l'ordre, Alof de Wignacourt, qui admire le peintre. Le Caravage consacrera un portrait à son protecteur. Il peindra aussi plusieurs autres tableaux lors de son séjour, dont Saint Jérôme écrivant commandé par le chevalier Malaspina, Amour endormi pour le chevalier Dell'Antella, et la Décollation de saint Jean-Baptiste, monumental tableau réalisé in situ dans la co-cathédrale Saint-Jean de La Valette. Lors de son séjour il sera fait chevalier de Malte de l'Ordre de Saint-Jean de Jérusalem. Il quitte Malte à la suite d'une nouvelle affaire de violence et se rend ensuite en Sicile.

### Littérature
L'auteur britannique Anthony Burgess a résidé de 1968 à 1970 à Malte dans la localité de Lija avec son épouse après avoir quitté le Royaume-Uni pour raisons fiscales. Il quittera Malte après qu'un texte qu'il devait chroniquer a été censuré par les autorités maltaises. L'ouvrage La Puissance des ténèbres paru en 1980 évoque en partie cette période et cette expérience,.

#### Récits de voyage
Voyage Pittoresque des Isles de Sicile, de Malte et de Lipari disponible sur Gallica, de Jean-Pierre Houël, qu’il publia de 1782 à 1787 (4 volumes in-folio). Pour l'illustrer, il grava des planches inspirées de ses dessins.

#### Bande dessinée
Le personnage de Corto Maltese, héros de la série du même nom est né à La Valette. Son créateur, Hugo Pratt, a trouvé le nom de famille après avoir vu le film de John Huston, Le Faucon maltais, adapté du roman The Maltese Falcon, de Dashiell Hammett.
L'album Pavillon noir !, second tome de la série De cape et de crocs d'Alain Ayroles et Jean-Luc Masbou, se déroule en partie à Malte.

### Cinéma
Le premier film à avoir été tourné à Malte est le film muet Sons of the sea en 1925. Depuis, Malte sert régulièrement de décor et de lieu de tournage à de nombreux films et séries télévisées avec des prestations de qualités et surtout des prix beaucoup moins élevés. Malte abrite les studios de tournage Mediterranean Film Studios qui sont situés à Il-Kalkara. Parmi les films tournés à Malte on peut citer L'Espion qui m'aimait dans la série des James Bond, Gladiator de Ridley Scott, ou encore Munich de Steven Spielberg. Les décors du film Popeye de Robert Altman , rénovés, situés à Il-Mellieħa sont devenus un parc d'attraction. Malte sert aussi de cadre pour de nombreuses scènes de la série américaine Game of Thrones.

### Télévision
La télévision maltaise voit le jour en 1962, année de la création de la chaîne publique TVM (Televixin Malta), qui demeure une des principales chaînes du pays et l'une des trois chaînes produites par l'opérateur public Public Broadcasting Services (parfois désigné sous son ancien nom, Xandir Malta). C'est cette chaîne qui diffuse chaque année le Concours Eurovision de la chanson. Aux côtés de la TVM, figurent ainsi TVM News + et TVM Sport +, deux chaînes thématiques diffusant des informations en continu pour la première et des retransmissions sportives pour la seconde.
La principale chaîne de télévision privée est One, lancée en 1994 sur le réseau hertzien et diffusant un programme généraliste basé sur les informations et le divertissement, en langue maltaise. Proche du parti travailliste (partit laburista), elle est l'une des plus regardées du pays. Les autres chaines privées sont NET (proche du parti nationaliste, ou partit nazzjonalista), Smash Television et Xejk, une chaîne tournée vers la jeunesse, diffusant beaucoup de programmes musicaux.

## Sport
Étant l'un des trois États européens membres du Commonwealth, Malte participe aux Jeux du Commonwealth. À ce jour, le pays y a remporté une médaille d'argent et trois de bronze, trois de ces médailles provenant des épreuves de tir sportif.

### Bocci
Le bocci est une variante maltaise de la pétanque. L'objectif est le même, à savoir s'approcher le plus possible d'un but symbolisé par une petite bille de couleur noire.
Deux équipes de trois joueurs s'affrontent. Chacune de deux équipes a en sa possession trois balles et huit cylindres de bois. Chaque équipe lance alternativement ses balles et ses cylindres en tentant de s'approcher le plus possible du but. L'équipe qui ne « tient » pas le but joue jusqu'à ce qu'elle reprenne la main ou qu'elle n'ait plus de balles ou de cylindres à lancer dans le même principe que la pétanque. Seuls les cylindres permettent de déloger les balles et cylindres adverses.

### Regatta

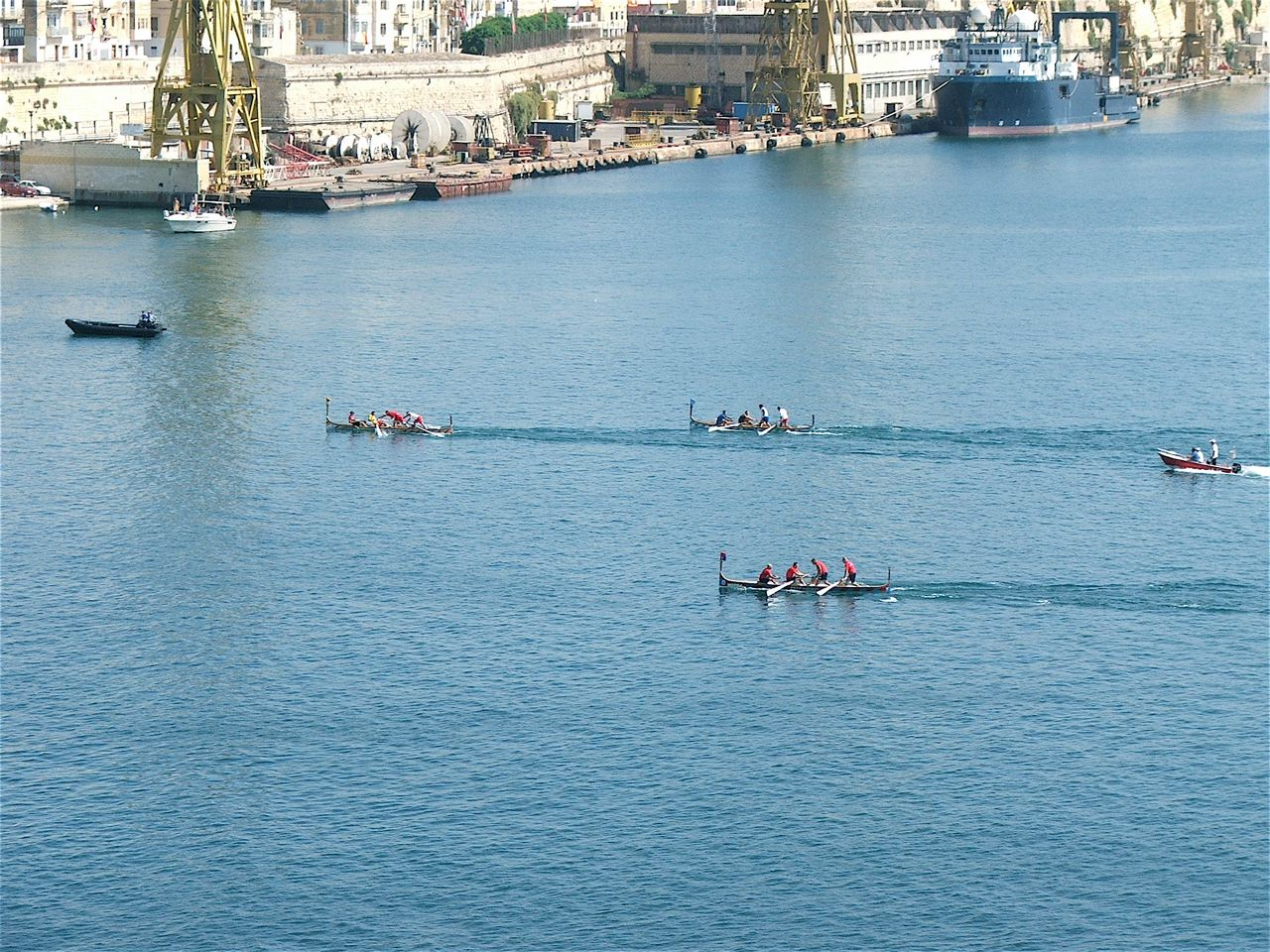
Regatta.

La Regatta est une compétition d'aviron à deux rameurs, qui se court à Malte dans le Grand Harbour depuis la fin du XVIe siècle. La Regatta Jum il-Vittorja (la régate du jour de la Victoire) se court le 8 septembre de chaque année, depuis 1822 et officiellement depuis 1965 avec la participation de sept clubs d'aviron. La Regatta Jum il-Ħelsien (Régate du jour de la Liberté) sert de régate d'entrainement et se court dans les mêmes conditions le 31 mars de chaque année.

### Rugby
Le rugby à XV et le rugby à XIII sont pratiqués dans l'archipel maltais. L'équipe nationale de rugby à XIII remporte en 2018 le Championnat des nations émergentes, en battant l'équipe de Niue en finale. L'équipe de rugby à XV n'a pas encore obtenu de résultats significatifs, mais atteint en 2011 la 41e place du classement mondial.